# Olympische Sommerspiele 2004/Teilnehmer (Deutschland)
| Gelbes Symbol für Goldmedaillen mit stilisierten Olympischen Ringen | Graues Symbol für Silbermedaillen mit stilisierten Olympischen Ringen | Braundes Symbol für Bronzemedaillen mit stilisierten Olympischen Ringen |
| ------------------------------------------------------------------- | --------------------------------------------------------------------- | ----------------------------------------------------------------------- |
| 13                                                                  | 16                                                                    | 20                                                                      |

Deutschland nahm an den Olympischen Sommerspielen 2004 in der griechischen Hauptstadt Athen mit 453 vom Nationalen Olympischen Komitee (NOK) nominierten Athleten, 199 Frauen und 254 Männern, teil.
Seit 1896 war es die 13. Teilnahme Deutschlands bei Olympischen Sommerspielen.
Nicht vertreten war Deutschland in den Disziplinen Baseball, Basketball, Softball, Synchronschwimmen und Taekwondo sowie bei jeweils einem der Geschlechter im Fußball (Männer), Handball (Frauen), Tennis (Frauen), Hallenvolleyball (Männer) und Wasserball (Frauen). Die Tennisspielerinnen Anca Barna und Marlene Weingärtner hatten die Qualifikationsnorm geschafft, wurden aber vom deutschen NOK nicht nominiert.

## Flaggenträger
Der Reiter Ludger Beerbaum trug die Flagge Deutschlands während der Eröffnungsfeier im Olympiastadion.

## Medaillen
Mit 13 gewonnenen Gold-, 16 Silber- und 20 Bronzemedaillen belegte das deutsche Team Platz 6 im Medaillenspiegel.

### Gold
- Kanu – K2 500 m Männer: Ronald Rauhe, Tim Wieskötter
- Kanu – C1 500 m Männer: Andreas Dittmer
- Kanu – C2 1000 m Männer: Christian Gille, Tomasz Wylenzek
- Kanu – K4 500 m Frauen: Birgit Fischer, Maike Nollen, Katrin Wagner, Carolin Leonhardt
- Radsport – Bahn Olympischer Sprint Männer: Jens Fiedler, Stefan Nimke, Rene Wolff
- Reiten – Dressur Mannschaft: Heike Kemmer mit Bonaparte, Hubertus Schmidt mit Wansuela Suerte, Martin Schaudt mit Weltall, Ulla Salzgeber mit Rusty
- Turnen – Trampolin Frauen: Anna Dogonadze
- Hockey – Frauen: Tina Bachmann, Caroline Casaretto, Nadine Ernsting-Krienke, Franziska Gude, Mandy Haase, Natascha Keller, Denise Klecker, Anke Kühn, Badri Latif, Heike Lätzsch, Sonja Lehmann, Silke Müller, Fanny Rinne, Marion Rodewald, Louisa Walter, Julia Zwehl
- Judo – 57 kg Frauen: Yvonne Bönisch
- Rudern – Einer Frauen: Katrin Rutschow-Stomporowski
- Rudern – Doppelvierer Frauen: Kathrin Boron, Meike Evers, Manuela Lutze, Kerstin El Qalqili
- Schießen – Schnellfeuerpistole Männer: Ralf Schumann
- Schießen – Laufende Scheibe Männer: Manfred Kurzer

### Silber
- Leichtathletik – Kugelstoßen Frauen, Nadine Kleinert
- Leichtathletik  – Speerwurf Frauen, Steffi Nerius
- Radsport – Straßenrennen Frauen, Judith Arndt
- Reiten – Dressur Einzel, Ulla Salzgeber
- Kanu – C2 Slalom, Marcus Becker, Stefan Henze
- Kanu –  Einer-Canadier 1000 m, Andreas Dittmer
- Kanu – Vierer-Kajak 1000 m, Andreas Ihle, Mark Zabel, Björn Bach, Stefan Ulm
- Kanu – Zweier-Kajak 500 m, Birgit Fischer, Carolin Leonhardt
- Wasserspringen – Synchron 3-m-Sprungbrett Männer, Tobias Schellenberg, Andreas Wels
- Fechten – Degen Mannschaft Frauen, Claudia Bokel, Imke Duplitzer, Britta Heidemann
- Rudern – Doppelzweier Frauen, Peggy Waleska, Britta Oppelt
- Rudern – Leichtgewichts-Doppelzweier Frauen, Daniela Reimer, Claudia Blasberg
- Schießen – Kleinkaliber Liegendkampf Männer, Christian Lusch
- Schwimmen – 4 × 100-m-Lagenstaffel, Steffen Driesen, Jens Kruppa, Thomas Rupprath, Lars Conrad
- Tennis – Doppel Männer, Nicolas Kiefer, Rainer Schüttler
- Handball – Männer, Markus Baur, Mark Dragunski, Henning Fritz, Pascal Hens, Jan-Olaf Immel, Torsten Jansen, Florian Kehrmann, Stefan Kretzschmar, Klaus-Dieter Petersen, Christian Ramota, Christian Schwarzer, Christian Zeitz, Daniel Stephan, Volker Zerbe

### Bronze
- Boxen – Rustam Rahimov 51 kg
- Boxen – Vitali Tajbert 57 kg
- Kanu – C1 500 m Männer, Stefan Pfannmöller
- Radsport – Bahn 1000-m-Zeitfahren Männer, Stefan Nimke
- Radsport – Bahn Sprint Männer, Rene Wolff
- Radsport – Bahn Punktefahren Männer, Guido Fulst
- Radsport – Mountainbike Frauen, Sabine Spitz
- Reiten – Preis der Nationen, Christian Ahlmann mit Coster, Marco Kutscher mit Montender, Otto Becker mit Cento
- Reiten – Springreiten, Marco Kutscher mit Montender
- Fechten – Degen Mannschaft Männer,
- Turnen – Trampolin Männer, Henrik Stehlik
- Hockey – Männer, Clemens Arnold, Christoph Bechmann, Sebastian Biederlack, Philipp Crone, Eike Duckwitz, Christoph Eimer, Björn Emmerling, Florian Kunz, Björn Michel, Sascha Reinelt, Justus Scharowsky, Christian Schulte, Timo Wess, Tibor Weißenborn, Matthias Witthaus und Christopher Zeller.
- Fußball – Frauen, Nadine Angerer, Ariane Hingst, Conny Pohlers, Petra Wimbersky, Viola Odebrecht, Navina Omilade, Silke Rottenberg, Sonja Fuss, Sarah Günther, Steffi Jones, Kerstin Garefrekes, Renate Lingor, Pia Wunderlich, Birgit Prinz, Sandra Minnert, Kerstin Stegemann, Isabell Bachor, Martina Müller
- Judo – 100 kg Männer, Michael Jurack
- Judo – 48 kg Frauen, Julia Matijass
- Judo – 70 kg Frauen, Annett Böhm
- Schwimmen – 200 m Rücken Frauen, Antje Buschschulte
- Schwimmen – 200 m Brust Frauen, Anne Poleska
- Schwimmen – 4 × 200-m-Freistilstaffel, Franziska van Almsick, Petra Dallmann, Antje Buschschulte, Hannah Stockbauer
- Schwimmen – 4 × 100-m-Lagenstaffel, Antje Buschschulte, Sarah Poewe, Franziska van Almsick, Daniela Götz

## Teilnehmer nach Sportarten

### Badminton
| Athleten                      | Wettbewerb | 1. Runde                    | 1. Runde                 | Achtelfinale              | Achtelfinale             | Viertelfinale | Viertelfinale | Halbfinale    | Halbfinale    | Finale / Platz 3 | Finale / Platz 3 | Rang |
| Athleten                      | Wettbewerb | Gegner                      | Ergebnis                 | Gegner                    | Ergebnis                 | Gegner        | Ergebnis      | Gegner        | Ergebnis      | Gegner           | Ergebnis         | Rang |
| ----------------------------- | ---------- | --------------------------- | ------------------------ | ------------------------- | ------------------------ | ------------- | ------------- | ------------- | ------------- | ---------------- | ---------------- | ---- |
| Frauen                        |            |                             |                          |                           |                          |               |               |               |               |                  |                  |      |
| Xu Huaiwen                    | Einzel     | Zhou M.                     | 1:2 (11:9, 5:11, 2:11)   | ausgeschieden             | ausgeschieden            | ausgeschieden | ausgeschieden | ausgeschieden | ausgeschieden | ausgeschieden    | ausgeschieden    | 17   |
| Juliane Schenk                | Einzel     | T. Hallam                   | 1:2 (7:11, 11:6, 9:11)   | ausgeschieden             | ausgeschieden            | ausgeschieden | ausgeschieden | ausgeschieden | ausgeschieden | ausgeschieden    | ausgeschieden    | 17   |
| Nicole Grether Juliane Schenk | Doppel     | C. Botts / M. Edwards       | 2:0 (15:0, 15:0)         | A.-L-Jørgensen / R. Olsen | 1:2 (12:15, 17:16, 5:15) | ausgeschieden | ausgeschieden | ausgeschieden | ausgeschieden | ausgeschieden    | ausgeschieden    | 9    |
| Männer                        |            |                             |                          |                           |                          |               |               |               |               |                  |                  |      |
| Björn Joppien                 | Einzel     | K. Salo                     | 2:1 (14:17, 15:7, 15:11) | R. Susilo                 | 0:2 (11:15, 6:15)        | ausgeschieden | ausgeschieden | ausgeschieden | ausgeschieden | ausgeschieden    | ausgeschieden    | 9    |
| Mixed                         |            |                             |                          |                           |                          |               |               |               |               |                  |                  |      |
| Nicol Pitro Björn Siegemund   | Doppel     | T. Denney / K. Wilson-Smith | 2:1 (15:5, 8:15, 15:4)   | G. Emms / N. Robertson    | 0:2 (11:15, 4:15)        | ausgeschieden | ausgeschieden | ausgeschieden | ausgeschieden | ausgeschieden    | ausgeschieden    | 9    |

### Beachvolleyball
| Athleten                                 | Gruppenphase                | Gruppenphase              | Gruppenphase | Gruppenphase | Achtelfinale              | Achtelfinale              | Viertelfinale      | Viertelfinale             | Halbfinale    | Halbfinale    | Finale / Platz 3 | Finale / Platz 3 | Rang |
| Athleten                                 | Gegner                      | Ergebnis                  | Punkte       | Rang         | Gegner                    | Ergebnis                  | Gegner             | Ergebnis                  | Gegner        | Ergebnis      | Gegner           | Ergebnis         | Rang |
| ---------------------------------------- | --------------------------- | ------------------------- | ------------ | ------------ | ------------------------- | ------------------------- | ------------------ | ------------------------- | ------------- | ------------- | ---------------- | ---------------- | ---- |
| Frauen                                   |                             |                           |              |              |                           |                           |                    |                           |               |               |                  |                  |      |
| Susanne Lahme Danja Müsch                | Arvaniti / Koutroumanidou   | 2:1 (21:16, 16:21, 15:10) | 5            | 1            | Gattelli / Perrotta       | 1:2 (21:16, 17:21, 19:21) | ausgeschieden      | ausgeschieden             | ausgeschieden | ausgeschieden | ausgeschieden    | ausgeschieden    | 9    |
| Susanne Lahme Danja Müsch                | Håkedal / Tørlen            | 1:2 (21:13, 17:21, 12:15) | 5            | 1            | Gattelli / Perrotta       | 1:2 (21:16, 17:21, 19:21) | ausgeschieden      | ausgeschieden             | ausgeschieden | ausgeschieden | ausgeschieden    | ausgeschieden    | 9    |
| Susanne Lahme Danja Müsch                | Connelly / Pires            | 2:1 (18:21, 21:15, 15:11) | 5            | 1            | Gattelli / Perrotta       | 1:2 (21:16, 17:21, 19:21) | ausgeschieden      | ausgeschieden             | ausgeschieden | ausgeschieden | ausgeschieden    | ausgeschieden    | 9    |
| Stephanie Pohl Okka Rau                  | Wang / You                  | 2:0 (21:17, 21:18)        | 5            | 1            | Arvaniti / Koutroumanidou | 2:1 (21:12, 19:21, 15:11) | McPeak / Youngs    | 0:2 (17:21, 17:21)        | ausgeschieden | ausgeschieden | ausgeschieden    | ausgeschieden    | 5    |
| Stephanie Pohl Okka Rau                  | Jantschulowa / Jantschulowa | 1:2 (21:18, 19:21, 13:15) | 5            | 1            | Arvaniti / Koutroumanidou | 2:1 (21:12, 19:21, 15:11) | McPeak / Youngs    | 0:2 (17:21, 17:21)        | ausgeschieden | ausgeschieden | ausgeschieden    | ausgeschieden    | 5    |
| Stephanie Pohl Okka Rau                  | Cook / Sanderson            | 2:0 (21:10, 22:20)        | 5            | 1            | Arvaniti / Koutroumanidou | 2:1 (21:12, 19:21, 15:11) | McPeak / Youngs    | 0:2 (17:21, 17:21)        | ausgeschieden | ausgeschieden | ausgeschieden    | ausgeschieden    | 5    |
| Männer                                   |                             |                           |              |              |                           |                           |                    |                           |               |               |                  |                  |      |
| Markus Dieckmann Jonas Reckermann        | Hernández / Papaleo         | 2:0 (21:14, 21:13)        | 5            | 1            | Holdren / Metzger         | 1:2 (16:21, 21:19, 13:15) | ausgeschieden      | ausgeschieden             | ausgeschieden | ausgeschieden | ausgeschieden    | ausgeschieden    | 9    |
| Markus Dieckmann Jonas Reckermann        | Berg / Dahl                 | 2:0 (21:16, 21:15)        | 5            | 1            | Holdren / Metzger         | 1:2 (16:21, 21:19, 13:15) | ausgeschieden      | ausgeschieden             | ausgeschieden | ausgeschieden | ausgeschieden    | ausgeschieden    | 9    |
| Markus Dieckmann Jonas Reckermann        | Høidalen / Kjemperud        | 1:2 (24:22, 24:26, 13:15) | 5            | 1            | Holdren / Metzger         | 1:2 (16:21, 21:19, 13:15) | ausgeschieden      | ausgeschieden             | ausgeschieden | ausgeschieden | ausgeschieden    | ausgeschieden    | 9    |
| Christoph Dieckmann Andreas Scheuerpflug | Álvarez / Rossell           | 2:0 (21:19, 19:21, 15:10) | 5            | 1            | Schacht / Slack           | 2:0 (21:19, 21:12)        | Prosser / Williams | 1:2 (21:16, 19:21, 10:15) | ausgeschieden | ausgeschieden | ausgeschieden    | ausgeschieden    | 5    |
| Christoph Dieckmann Andreas Scheuerpflug | Canet / Hamel               | 1:2 (21:17, 18:21, 10:15) | 5            | 1            | Schacht / Slack           | 2:0 (21:19, 21:12)        | Prosser / Williams | 1:2 (21:16, 19:21, 10:15) | ausgeschieden | ausgeschieden | ausgeschieden    | ausgeschieden    | 5    |
| Christoph Dieckmann Andreas Scheuerpflug | Araújo / Insfran            | 2:0 (22:20, 21:17)        | 5            | 1            | Schacht / Slack           | 2:0 (21:19, 21:12)        | Prosser / Williams | 1:2 (21:16, 19:21, 10:15) | ausgeschieden | ausgeschieden | ausgeschieden    | ausgeschieden    | 5    |

### Bogenschießen
| Athleten                                 | Wettbewerb | Qualifikation | Qualifikation | 1. Runde         | 1. Runde         | 2. Runde        | 2. Runde       | Achtelfinale  | Achtelfinale  | Viertelfinale     | Viertelfinale | Halbfinale    | Halbfinale    | Finale / Platz 3 | Finale / Platz 3 | Rang |
| Athleten                                 | Wettbewerb | Ringe         | Rang          | Gegner           | Ergebnis         | Gegner          | Ergebnis       | Gegner        | Ergebnis      | Gegner            | Ergebnis      | Gegner        | Ergebnis      | Gegner           | Ergebnis         | Rang |
| ---------------------------------------- | ---------- | ------------- | ------------- | ---------------- | ---------------- | --------------- | -------------- | ------------- | ------------- | ----------------- | ------------- | ------------- | ------------- | ---------------- | ---------------- | ---- |
| Frauen                                   |            |               |               |                  |                  |                 |                |               |               |                   |               |               |               |                  |                  |      |
| Anja Hitzler                             | Einzel     | 632           | 23            | D. Günay         | 163:152          | Wu H.-j.        | 156(8)-156 (9) | ausgeschieden | ausgeschieden | ausgeschieden     | ausgeschieden | ausgeschieden | ausgeschieden | ausgeschieden    | ausgeschieden    | 21   |
| Wiebke Nulle                             | Einzel     | 620           | 40            | Z. Şatır         | 135 (7)-135 (10) | ausgeschieden   | ausgeschieden  | ausgeschieden | ausgeschieden | ausgeschieden     | ausgeschieden | ausgeschieden | ausgeschieden | ausgeschieden    | ausgeschieden    | 48   |
| Cornelia Pfohl                           | Einzel     | 638           | 18            | M.-P. Beaudet    | 146:128          | M. Galinowskaja | 156:158        | ausgeschieden | ausgeschieden | ausgeschieden     | ausgeschieden | ausgeschieden | ausgeschieden | ausgeschieden    | ausgeschieden    | 22   |
| Anja Hitzler Wiebke Nulle Cornelia Pfohl | Mannschaft | 1890          | 6             | —                | —                | —               | —              | Russland      | 238:234       | Chinesisch Taipeh | 230:233       | ausgeschieden | ausgeschieden | ausgeschieden    | ausgeschieden    | 7    |
| Männer                                   |            |               |               |                  |                  |                 |                |               |               |                   |               |               |               |                  |                  |      |
| Michael Frankenberg                      | Einzel     | 657           | 21            | D. Newmerschizki | 146:135          | T. Cuddihy      | 163:164        | ausgeschieden | ausgeschieden | ausgeschieden     | ausgeschieden | ausgeschieden | ausgeschieden | ausgeschieden    | ausgeschieden    | 21   |

### Boxen
| Athleten        | Wettbewerb       | 1. Runde    | 1. Runde | Achtelfinale  | Achtelfinale | Viertelfinale | Viertelfinale | Halbfinale    | Halbfinale    | Finale        | Finale        | Rang   |
| Athleten        | Wettbewerb       | Gegner      | Ergebnis | Gegner        | Ergebnis     | Gegner        | Ergebnis      | Gegner        | Ergebnis      | Gegner        | Ergebnis      | Rang   |
| --------------- | ---------------- | ----------- | -------- | ------------- | ------------ | ------------- | ------------- | ------------- | ------------- | ------------- | ------------- | ------ |
| Männer          |                  |             |          |               |              |               |               |               |               |               |               |        |
| Rustam Rahimov  | Klasse bis 51 kg | Freilos     | Freilos  | Ó. Escandón   | 25:15        | P. Ambunda    | 28:15         | Y. Gamboa     | 11:20         | ausgeschieden | ausgeschieden | Bronze |
| Vitali Tajbert  | Klasse bis 57 kg | D. Brizuela | Sieg     | K. Djelkhir   | 40:26        | L. Franco     | 34:26         | Kim S.-g.     | 24:29         | ausgeschieden | ausgeschieden | Bronze |
| Lukas Wilaschek | Klasse bis 75 kg | J. Pittman  | 24:23    | O. Maschkin   | 24:34        | ausgeschieden | ausgeschieden | ausgeschieden | ausgeschieden | ausgeschieden | ausgeschieden | 9      |
| Sebastian Köber | Klasse ab 91 kg  | —           | —        | M. Dildäbekow | 18:28        | ausgeschieden | ausgeschieden | ausgeschieden | ausgeschieden | ausgeschieden | ausgeschieden | 9      |

### Fechten
| Athleten                                      | Wettbewerb         | 1. Runde         | 1. Runde | 2. Runde           | 2. Runde | Achtelfinale     | Achtelfinale  | Viertelfinale      | Viertelfinale | Halbfinale / Klassifikation | Halbfinale / Klassifikation | Finale / Platzierung | Finale / Platzierung | Rang   |
| Athleten                                      | Wettbewerb         | Gegner           | Ergebnis | Gegner             | Ergebnis | Gegner           | Ergebnis      | Gegner             | Ergebnis      | Gegner                      | Ergebnis                    | Gegner               | Ergebnis             | Rang   |
| --------------------------------------------- | ------------------ | ---------------- | -------- | ------------------ | -------- | ---------------- | ------------- | ------------------ | ------------- | --------------------------- | --------------------------- | -------------------- | -------------------- | ------ |
| Frauen                                        |                    |                  |          |                    |          |                  |               |                    |               |                             |                             |                      |                      |        |
| Claudia Bokel                                 | Degen Einzel       | Freilos          | Freilos  | N.-K. Sidiropoulou | 15:10    | I. Duplitzer     | 13:14         | ausgeschieden      | ausgeschieden | ausgeschieden               | ausgeschieden               | ausgeschieden        | ausgeschieden        | 12     |
| Imke Duplitzer                                | Degen Einzel       | Freilos          | Freilos  | Kim M.-j.          | 15:9     | C. Bokel         | 14:13         | M. Nisima          | 14:15         | ausgeschieden               | ausgeschieden               | ausgeschieden        | ausgeschieden        | 5      |
| Britta Heidemann                              | Degen Einzel       | Freilos          | Freilos  | Á. M. Espinosa     | 15:3     | I. Mincza-Nébald | 10:11         | ausgeschieden      | ausgeschieden | ausgeschieden               | ausgeschieden               | ausgeschieden        | ausgeschieden        | 10     |
| Claudia Bokel Imke Duplitzer Britta Heidemann | Degen Mannschaft   | —                | —        | —                  | —        | —                | —             | Griechenland       | 33:32         | Frankreich                  | 33:32                       | Russland             | 28:34                | Silber |
| Simone Bauer                                  | Florett Einzel     | A. Ohayon        | 15:10    | —                  | —        | S. Gruchała      | 9:15          | ausgeschieden      | ausgeschieden | ausgeschieden               | ausgeschieden               | ausgeschieden        | ausgeschieden        | 14     |
| Susanne König                                 | Säbel Einzel       | L. Bond-Williams | 13:15    | —                  | —        | ausgeschieden    | ausgeschieden | ausgeschieden      | ausgeschieden | ausgeschieden               | ausgeschieden               | ausgeschieden        | ausgeschieden        | 17     |
| Männer                                        |                    |                  |          |                    |          |                  |               |                    |               |                             |                             |                      |                      |        |
| Jörg Fiedler                                  | Degen Einzel       | Freilos          | Freilos  | S. Schmid          | 12:15    | ausgeschieden    | ausgeschieden | ausgeschieden      | ausgeschieden | ausgeschieden               | ausgeschieden               | ausgeschieden        | ausgeschieden        | 25     |
| Sven Schmid                                   | Degen Einzel       | Freilos          | Freilos  | J. Fiedler         | 15:12    | Wang L.          | 11:15         | ausgeschieden      | ausgeschieden | ausgeschieden               | ausgeschieden               | ausgeschieden        | ausgeschieden        | 11     |
| Daniel Strigel                                | Degen Einzel       | Freilos          | Freilos  | G. Imre            | 15:13    | D. Karjutschenko | 15:12         | Wang L.            | 14:15         | ausgeschieden               | ausgeschieden               | ausgeschieden        | ausgeschieden        | 8      |
| Jörg Fiedler Sven Schmid Daniel Strigel       | Degen Mannschaft   | —                | —        | —                  | —        | —                | —             | China              | 39:32         | Frankreich                  | 44:45                       | Russland             | 37:29                | Bronze |
| Ralf Bißdorf                                  | Florett Einzel     | Freilos          | Freilos  | R. Ganejew         | 11:15    | ausgeschieden    | ausgeschieden | ausgeschieden      | ausgeschieden | ausgeschieden               | ausgeschieden               | ausgeschieden        | ausgeschieden        | 17     |
| Peter Joppich                                 | Florett Einzel     | Freilos          | Freilos  | M. Nagaty          | 15:10    | Choi B.-c.       | 15:10         | B. Guyart          | 12:15         | ausgeschieden               | ausgeschieden               | ausgeschieden        | ausgeschieden        | 5      |
| André Weßels                                  | Florett Einzel     | Freilos          | Freilos  | Park H.-g.         | 13:15    | ausgeschieden    | ausgeschieden | ausgeschieden      | ausgeschieden | ausgeschieden               | ausgeschieden               | ausgeschieden        | ausgeschieden        | 24     |
| Ralf Bißdorf Peter Joppich André Weßels       | Florett Mannschaft | —                | —        | —                  | —        | —                | —             | Vereinigte Staaten | 43:45         | Südkorea                    | 45:40                       | Frankreich           | 38:45                | 6      |

### Fußball
| Wettbewerb      | Frauen |
| --------------- | --- |
| Athleten        | Nadine Angerer Ariane Hingst Conny Pohlers Petra Wimbersky Viola Odebrecht Navina Omilade Silke Rottenberg Sonja Fuss Sarah Günther Steffi Jones Kerstin Garefrekes Renate Lingor Pia Wunderlich Birgit Prinz Sandra Minnert Kerstin Stegemann Isabell Bachor Martina Müller |
| Trainer         | Tina Theune-Meyer |
| Gruppenphase    | China 8:0 (2:0) Mexiko 2:0 (1:0) |
| Viertelfinale   | Nigeria 2:1 (0:0) |
| Halbfinale      | USA 1:2 n. V. (0:1; 1:1) |
| Spiel um Bronze | Schweden 1:0 (1:0) |
| Platzierung     | Bronze |

### Gewichtheben
| Athleten        | Wettbewerb         | Reißen   | Reißen | Stoßen   | Stoßen | Zweikampf | Zweikampf | Rang |
| Athleten        | Wettbewerb         | Gewicht  | Rang   | Gewicht  | Rang   | Gewicht   | Rang      | Rang |
| --------------- | ------------------ | -------- | ------ | -------- | ------ | --------- | --------- | ---- |
| Männer          |                    |          |        |          |        |           |           |      |
| Ingo Steinhöfel | Klasse bis 77 kg   | 150 kg   | 17     | 185 kg   | 14     | 335 kg    | 14        | 14   |
| René Hoch       | Klasse bis 77 kg   | 142,5 kg | 21     | 170 kg   | 20     | 312,5 kg  | 20        | 20   |
| Andre Rohde     | Klasse bis 105 kg  | 177,5 kg | 14     | 217,5 kg | 9      | 395 kg    | 10        | 10   |
| Ronny Weller    | Klasse über 105 kg | 195      | 6      | DNF      | DNF    | DNF       | DNF       | DNF  |

### Handball
| Wettbewerb    | Männer |
| ------------- | --- |
| Athleten      | Henning Fritz Christian Zeitz Klaus-Dieter Petersen Christian Ramota Christian Schwarzer Daniel Stephan Markus Baur Florian Kehrmann Volker Zerbe Pascal Hens Torsten Jansen Stefan Kretzschmar Frank von Behren Jan-Olaf Immel Mark Dragunski |
| Trainer       | Heiner Brand |
| Gruppenphase  | Griechenland 28:18 (15:8) Ägypten 26:14 (14:5) Brasilien 34:21 (18:12) Ungarn 29:30 (14:17) Frankreich 22:27 (12:11) |
| Viertelfinale | Spanien 32:30 n. V. (15:16; 27:27) |
| Halbfinale    | Russland 21:15 (9:10) |
| Finale        | Kroatien 24:26 (12:11) |
| Platzierung   | Silber |

### Hockey
| Wettbewerb   | Frauen | Männer |
| ------------ | --- | --- |
| Athleten     | Louisa Walter Badri Latif Natascha Keller Julia Zwehl Anke Kühn Nadine Ernsting-Krienke Marion Rodewald Franziska Gude Heike Lätzsch Mandy Haase Denise Klecker Silke Müller Tina Bachmann Fanny Rinne Caroline Casaretto Sonja Lehmann | Clemens Arnold Christian Schulte Matthias Witthaus Timo Wess Florian Kunz Philipp Crone Björn Emmerling Sascha Reinelt Eike Duckwitz Tibor Weißenborn Christoph Eimer Justus Scharowsky Björn Michel Christopher Zeller Sebastian Biederlack Christoph Bechmann |
| Trainer      | Markus Weise | Bernhard Peters |
| Gruppenphase | Australien 2:1 (1:0) Niederlande 1:4 (0:4) Südafrika 0:3 (0:1) Südkorea 3:2 (2:0) | Pakistan 2:1 (1:0) Spanien 1:1 (0:1) Ägypten 6:1 (1:1) Großbritannien 4:1 (1:0) Südkorea 2:2 (1:1) |
| Halbfinale   | China 4:3 n.SO. (0:0, 0:0, 0:0) | Niederlande 2:3 (1:1) |
| Finale       | Niederlande 2:1 (2:0) | Spanien 4:3 n. V. (1:0, 3:3) |
| Platzierung  | Gold | Bronze |

### Judo
| Athleten           | Wettbewerb  | 1. Runde       | 1. Runde  | Achtelfinale  | Achtelfinale  | Viertelfinale | Viertelfinale | Trostrunde 1   | Trostrunde 1  | Halbfinale / Trostrunde 2 | Halbfinale / Trostrunde 2 | Finale / Platz 3    | Finale / Platz 3 | Rang          |
| Athleten           | Wettbewerb  | Gegner         | Ergebnis  | Gegner        | Ergebnis      | Gegner        | Ergebnis      | Gegner         | Ergebnis      | Gegner                    | Ergebnis                  | Gegner              | Ergebnis         | Rang          |
| ------------------ | ----------- | -------------- | --------- | ------------- | ------------- | ------------- | ------------- | -------------- | ------------- | ------------------------- | ------------------------- | ------------------- | ---------------- | ------------- |
| Frauen             |             |                |           |               |               |               |               |                |               |                           |                           |                     |                  |               |
| Julia Matijass     | bis 48 kg   | Freilos        | Freilos   | C. Lepage     | 1100:0000     | Ye G.-r.      | 1000:0000     | —              | —             | F. Jossinet               | 0000:1000                 | M. Karagiannopoulou | 1000:0000        | Bronze        |
| Raffaella Imbriani | bis 52 kg   | C. Minkin      | 0001:0000 | M. Tselaridou | 1002:0000     | Xian D.       | 0010:0221     | Freilos        | Freilos       | S. Souakri                | 0001:0110                 | ausgeschieden       | ausgeschieden    | ausgeschieden |
| Yvonne Bönisch     | bis 57 kg   | I. Fernández   | 0121:0011 | J. García     | 1000:0000     | K. Kusakabe   | 0200:0000     | —              | —             | D. Gravenstijn            | 1000:0000                 | Kye S.-h.           | 0011:0010        | Gold          |
| Anna von Harnier   | bis 63 kg   | M.-H. Chisholm | 0001:1000 | ausgeschieden | ausgeschieden | ausgeschieden | ausgeschieden | ausgeschieden  | ausgeschieden | ausgeschieden             | ausgeschieden             | ausgeschieden       | ausgeschieden    | ausgeschieden |
| Annett Böhm        | bis 70 kg   | Freilos        | Freilos   | Qin D.        | 1011:0001     | C. Roberge    | 0011:0000     | —              | —             | E. Bosch                  | 0000:0110                 | C. Jacques          | 1000:0000        | Bronze        |
| Uta Kühnen         | bis 78 kg   | Freilos        | Freilos   | Y. Laborde    | 0001:0011     | ausgeschieden | ausgeschieden | ausgeschieden  | ausgeschieden | ausgeschieden             | ausgeschieden             | ausgeschieden       | ausgeschieden    | ausgeschieden |
| Sandra Köppen      | über 78 kg  | L. Polavder    | 1010:0000 | C. Chalá      | 0001:0010     | ausgeschieden | ausgeschieden | ausgeschieden  | ausgeschieden | ausgeschieden             | ausgeschieden             | ausgeschieden       | ausgeschieden    | ausgeschieden |
| Männer             |             |                |           |               |               |               |               |                |               |                           |                           |                     |                  |               |
| Oliver Gussenberg  | bis 60 kg   | S. Nowikau     | 1010:0100 | T. Nomura     | 0000:1000     | ausgeschieden | ausgeschieden | M. Lara        | 0012:0000     | M. Albarracín             | 1000:0000                 | Choi M.-h.          | 0000:1110        | 7             |
| Florian Wanner     | bis 81 kg   | J. M. Boissard | 1001:0000 | A. Benikhlef  | 1002:0000     | R. Hontjuk    | 0000:1020     | Freilos        | Freilos       | A. Belgaïd                | 0013:0001                 | M. Əzizov           | 0000:1000        | 7             |
| Gerhard Dempf      | bis 90 kg   | M. Huizinga    | 0000:1000 | ausgeschieden | ausgeschieden | ausgeschieden | ausgeschieden | ausgeschieden  | ausgeschieden | ausgeschieden             | ausgeschieden             | ausgeschieden       | ausgeschieden    | ausgeschieden |
| Michael Jurack     | bis 100 kg  | V. Iliadis     | 1000:0000 | O. Despaigne  | 1001:0000     | G. Lemaire    | 0020:0012     | Jang S.-h.     | 0000:1001     | —                         | —                         | M. Mirəliyev        | 1030:0001        | Bronze        |
| Andreas Tölzer     | über 100 kg | K. Suzuki      | 0010:0120 | ausgeschieden | ausgeschieden | ausgeschieden | ausgeschieden | C. Papaioannou | 0200:0000     | J. Rybak                  | 1000:0000                 | D. van der Geest    | 0000:1000        | 7             |

### Kanu

#### Kanurennsport
| Athleten                                                    | Wettbewerb | Vorlauf      | Vorlauf | Halbfinale   | Halbfinale | A/B-Finale   | A/B-Finale | Rang   |
| Athleten                                                    | Wettbewerb | Zeit         | Rang    | Zeit         | Rang       | Zeit         | Rang       | Rang   |
| ----------------------------------------------------------- | ---------- | ------------ | ------- | ------------ | ---------- | ------------ | ---------- | ------ |
| Frauen                                                      |            |              |         |              |            |              |            |        |
| Katrin Wagner                                               | K1 500 m   | 1:53,234 min | 2       | 1:52,630 min | 1          | 1:52,557 min | 4          | 4      |
| Carolin Leonhardt Birgit Fischer                            | K2 500 m   | 1:39,588 min | 1       | —            | —          | 1:39,533 min | 2          | Silber |
| Birgit Fischer Carolin Leonhardt Katrin Wagner Maike Nollen | K4 500 m   | 1:31,606 min | 1       | —            | —          | 1:34,340 min | 1          | Gold   |
| Männer                                                      |            |              |         |              |            |              |            |        |
| Lutz Altepost                                               | K1 500 m   | 1:38,859 min | 3       | 1:39,643 min | 2          | 1:39,647 min | 6          | 6      |
| Björn Goldschmidt                                           | K1 1000 m  | 3:31,310 min | 4       | 3:29,561 min | 2          | 3:34,381 min | 8          | 8      |
| Ronald Rauhe Tim Wieskötter                                 | K2 500 m   | 1:28,866 min | 1       | —            | —          | 1:27,040 min | 1          | Gold   |
| Jan Schäfer Marco Herszel                                   | K2 1000 m  | 3:11,627 min | 3       | —            | —          | 3:20,548 min | 6          | 6      |
| Andreas Ihle Mark Zabel Björn Bach Stefan Ulm               | K4 1000 m  | 2:52,678 min | 3       | —            | —          | 2:58,658 min | 2          | Silber |
| Andreas Dittmer                                             | C1 500 m   | 1:49,146 min | 1       | —            | —          | 1:46,383 min | 1          | Gold   |
| Andreas Dittmer                                             | C1 1000 m  | 3:52,922 min | 1       | —            | —          | 3:46,721 min | 2          | Silber |
| Christian Gille Tomasz Wylenzek                             | C2 500 m   | 1:40,128 min | 1       | —            | —          | 1:40,802 min | 5          | 5      |
| Christian Gille Tomasz Wylenzek                             | C2 1000 m  | 3:30,059 min | 1       | —            | —          | 3:41,802 min | 1          | Gold   |

#### Kanuslalom
| Athleten                        | Wettbewerb | Vorlauf  | Vorlauf | Halbfinale    | Halbfinale    | Finale        | Finale        | Rang   |
| Athleten                        | Wettbewerb | Zeit     | Rang    | Zeit          | Rang          | Zeit          | Rang          | Rang   |
| ------------------------------- | ---------- | -------- | ------- | ------------- | ------------- | ------------- | ------------- | ------ |
| Frauen                          |            |          |         |               |               |               |               |        |
| Jennifer Bongardt               | K1         | 212,20 s | 1       | 107,36 s      | 3             | 130,30 s      | 9             | 9      |
| Mandy Planert                   | K1         | 225,77 s | 6       | 122,61 s      | 14            | ausgeschieden | ausgeschieden | 14     |
| Männer                          |            |          |         |               |               |               |               |        |
| Stefan Pfannmöller              | C1         | 205,88 s | 7       | 96,57 s       | 3             | 94,57 s       | 1             | Bronze |
| Jens Ewald                      | K1         | 205,09 s | 25      | ausgeschieden | ausgeschieden | ausgeschieden | ausgeschieden | 25     |
| Thomas Schmidt                  | K1         | 190,64 s | 3       | 95,11 s       | 5             | 97,82 s       | 5             | 5      |
| Marcus Becker Stefan Henze      | C2         | 215,56 s | 5       | 106,32 s      | 4             | 104,66 s      | 1             | Silber |
| Christian Bahmann Michael Senft | C2         | 230,59 s | 9       | 107,01 s      | 6             | 106,44 s      | 3             | 4      |

### Leichtathletik
Laufen und Gehen
| Athleten                                                  | Wettbewerb   | 1. Runde     | 1. Runde | Halbfinale    | Halbfinale    | Finale        | Finale        | Rang          |
| Athleten                                                  | Wettbewerb   | Zeit         | Rang     | Zeit          | Rang          | Zeit          | Rang          | Rang          |
| --------------------------------------------------------- | ------------ | ------------ | -------- | ------------- | ------------- | ------------- | ------------- | ------------- |
| Frauen                                                    |              |              |          |               |               |               |               |               |
| Sina Schielke                                             | 100 m        | 11,46 s      | 6        | ausgeschieden | ausgeschieden | ausgeschieden | ausgeschieden | ausgeschieden |
| Claudia Gesell                                            | 800 m        | 2:03,87 min  | 4        | ausgeschieden | ausgeschieden | ausgeschieden | ausgeschieden | ausgeschieden |
| Irina Mikitenko                                           | 5000 m       | 15:02,16 min | 6        | —             | —             | 15:03,36 min  | 7             | 7             |
| Sabrina Mockenhaupt                                       | 10.000 m     | —            | —        | —             | —             | 32:00,82 min  | 15            | 15            |
| Juliane Sprenger-Afflerbach                               | 100 m Hürden | 13,28 s      | 6        | ausgeschieden | ausgeschieden | ausgeschieden | ausgeschieden | ausgeschieden |
| Nadine Hentschke                                          | 100 m Hürden | 13,36 s      | 6        | ausgeschieden | ausgeschieden | ausgeschieden | ausgeschieden | ausgeschieden |
| Kirsten Bolm                                              | 100 m Hürden | 12,85 s      | 4        | DNF           | DNF           | ausgeschieden | ausgeschieden | ausgeschieden |
| Stephanie Kampf                                           | 400 m Hürden | DNS          | DNS      | ausgeschieden | ausgeschieden | ausgeschieden | ausgeschieden | ausgeschieden |
| Ulrike Urbansky                                           | 400 m Hürden | 55,15 s      | 3        | 56,44 s       | 7             | ausgeschieden | ausgeschieden | ausgeschieden |
| Luminita Zaituc                                           | Marathon     | —            | —        | —             | —             | 2:36:45 h     | 18            | 18            |
| Ulrike Maisch                                             | Marathon     | —            | —        | —             | —             | DNF           | DNF           | DNF           |
| Sabine Zimmer                                             | 20 km Gehen  | —            | —        | —             | —             | 1:31:59 h     | 16            | 16            |
| Birgit Rockmeier Sina Schielke Marion Wagner Katja Wakan  | 4 × 100 m    | 43,64 s      | 6        | —             | —             | ausgeschieden | ausgeschieden | ausgeschieden |
| Grit Breuer Claudia Hoffmann Claudia Marx Jana Neubert    | 4 × 400 m    | 3:27,75 s    | 4        | —             | —             | ausgeschieden | ausgeschieden | ausgeschieden |
| Männer                                                    |              |              |          |               |               |               |               |               |
| Alexander Kosenkow                                        | 100 m        | 10,28 s      | 4        | 10,24 s       | 6             | ausgeschieden | ausgeschieden | ausgeschieden |
| Sebastian Ernst                                           | 200 m        | 20,47 s      | 1        | 20,63 s       | 5             | ausgeschieden | ausgeschieden | ausgeschieden |
| Till Helmke                                               | 200 m        | 20,73 s      | 5        | 20,76 s       | 4             | ausgeschieden | ausgeschieden | ausgeschieden |
| Tobias Unger                                              | 200 m        | 20,65 s      | 2        | 20,54 s       | 4             | 20,64 s       | 7             | 7             |
| Ingo Schultz                                              | 400 m        | 45,88 s      | 2        | 46,23 s       | 7             | ausgeschieden | ausgeschieden | ausgeschieden |
| René Herms                                                | 800 m        | 1:45,83 min  | 2        | 1:47,68 min   | 8             | ausgeschieden | ausgeschieden | ausgeschieden |
| Wolfram Müller                                            | 1500 m       | 3:46,75 min  | 9        | ausgeschieden | ausgeschieden | ausgeschieden | ausgeschieden | ausgeschieden |
| Mike Fenner                                               | 110 m Hürden | 13,53 s      | 3        | 13,53 s       | 5             | ausgeschieden | ausgeschieden | ausgeschieden |
| Jérôme Crews                                              | 110 m Hürden | 13,83 s      | 7        | ausgeschieden | ausgeschieden | ausgeschieden | ausgeschieden | ausgeschieden |
| André Höhne                                               | 20 km Gehen  | —            | —        | —             | —             | 1:21:56 h     | 8             | 8             |
| Andreas Erm                                               | 50 km Gehen  | —            | —        | —             | —             | DSQ           | DSQ           | DSQ           |
| André Höhne                                               | 50 km Gehen  | —            | —        | —             | —             | DNF           | DNF           | DNF           |
| Till Helmke Alexander Kosenkow Ronny Ostwald Tobias Unger | 4 × 100 m    | 38,64 s      | 6        | —             | —             | ausgeschieden | ausgeschieden | ausgeschieden |
| Ruwen Faller Kamghe Gaba Ingo Schultz Bastian Swillims    | 4 × 400 m    | 3:02,77 min  | 3        | —             | —             | 3:02,22 min   | 7             | 7             |

Springen und Werfen
| Athleten            | Wettbewerb     | Qualifikation | Qualifikation | Finale        | Finale        | Rang   |
| Athleten            | Wettbewerb     | Weite/Höhe    | Rang          | Weite/Höhe    | Rang          | Rang   |
| ------------------- | -------------- | ------------- | ------------- | ------------- | ------------- | ------ |
| Frauen              |                |               |               |               |               |        |
| Carolin Hingst      | Stabhochsprung | 4,30 m        | 22            | ausgeschieden | ausgeschieden | 22     |
| Floé Kühnert        | Stabhochsprung | 4,15 m        | 24            | ausgeschieden | ausgeschieden | 24     |
| Silke Spiegelburg   | Stabhochsprung | 4,40 m        | 15            | 4,20 m        | 13            | 13     |
| Bianca Kappler      | Weitsprung     | 6,69 m        | 7             | 6,66 m        | 8             | 8      |
| Astrid Kumbernuss   | Kugelstoßen    | 17,89 m       | 14            | ausgeschieden | ausgeschieden | 14     |
| Nadine Kleinert     | Kugelstoßen    | 18,65 m       | 5             | 19,59 m       | 2             | Silber |
| Nadine Beckel       | Kugelstoßen    | 17,11 m       | 21            | ausgeschieden | ausgeschieden | 21     |
| Betty Heidler       | Hammerwurf     | 69,81 m       | 8             | 72,73 m       | 4             | 4      |
| Susanne Keil        | Hammerwurf     | 66,35 m       | 21            | ausgeschieden | ausgeschieden | 21     |
| Andrea Bunjes       | Hammerwurf     | 70,73 m       | 6             | 68,40 m       | 11            | 11     |
| Franka Dietzsch     | Diskuswurf     | 58,12 m       | 26            | ausgeschieden | ausgeschieden | 26     |
| Steffi Nerius       | Speerwurf      | 62,14 m       | 5             | 65,82 m       | 2             | Silber |
| Annika Suthe        | Speerwurf      | 58,70 m       | 21            | ausgeschieden | ausgeschieden | 21     |
| Christina Obergföll | Speerwurf      | 60,41 m       | 15            | ausgeschieden | ausgeschieden | 15     |
| Männer              |                |               |               |               |               |        |
| Roman Fricke        | Hochsprung     | 2,20 m        | 26            | ausgeschieden | ausgeschieden | 26     |
| Danny Ecker         | Stabhochsprung | 5,70 m        | 1             | 5,75 m        | 5             | 5      |
| Lars Börgeling      | Stabhochsprung | 5,70 m        | 1             | 5,75 m        | 6             | 6      |
| Tim Lobinger        | Stabhochsprung |               |               |               |               |        |
| Nils Winter         | Weitsprung     | 7,52 m        | 31            | ausgeschieden | ausgeschieden | 31     |
| Charles Friedek     | Dreisprung     | ogV           | ogV           | ausgeschieden | ausgeschieden | —      |
| Andreas Pohle       | Dreisprung     | 16,29 m       | 31            | ausgeschieden | ausgeschieden | 31     |
| Ralf Bartels        | Kugelstoßen    | 20,65 m       | 3             | 20,26 m       | 7             | 7      |
| Detlef Bock         | Kugelstoßen    | 18,89 m       | 33            | ausgeschieden | ausgeschieden | 33     |
| Peter Sack          | Kugelstoßen    | 19,09 m       | 28            | ausgeschieden | ausgeschieden | 28     |
| Karsten Kobs        | Hammerwurf     | 76,69 m       | 11            | 76,30 m       | 8             | 8      |
| Markus Esser        | Hammerwurf     | 77,49 m       | 5             | 72,51 m       | 11            | 11     |
| Lars Riedel         | Diskuswurf     | 64,20 m       | 3             | 62,80 m       | 7             | 7      |
| Michael Möllenbeck  | Diskuswurf     | 59,79 m       | 20            | ausgeschieden | ausgeschieden | 20     |
| Torsten Schmidt     | Diskuswurf     | 63,40 m       | 6             | 61,18 m       | 9             | 9      |
| Peter Esenwein      | Speerwurf      | 78,41 m       | 20            | ausgeschieden | ausgeschieden | 20     |
| Boris Henry         | Speerwurf      | DNS           | DNS           | ausgeschieden | ausgeschieden | —      |
| Christian Nicolay   | Speerwurf      | 79,77 m       | 16            | ausgeschieden | ausgeschieden | 16     |

Mehrkampf 
| Athletinnen          | 100 m Hürden | 100 m Hürden | Hochsprung | Hochsprung | Kugelstoßen | Kugelstoßen | 200 m   | 200 m  | Weitsprung | Weitsprung | Speerwurf | Speerwurf | 800 m       | 800 m  | Punkte | Rang |
| Athletinnen          | Zeit         | Punkte       | Höhe       | Punkte     | Weite       | Punkte      | Zeit    | Punkte | Weite      | Punkte     | Weite     | Punkte    | Zeit        | Punkte | Punkte | Rang |
| -------------------- | ------------ | ------------ | ---------- | ---------- | ----------- | ----------- | ------- | ------ | ---------- | ---------- | --------- | --------- | ----------- | ------ | ------ | ---- |
| Siebenkampf          |              |              |            |            |             |             |         |        |            |            |           |           |             |        |        |      |
| Sonja Kesselschläger | 13,38 s      | 1068         | 1,76 m     | 928        | 14,53 m     | 829         | 25,23 s | 866    | 6,42 m     | 981        | 42,99 m   | 725       | 2:15,21 min | 890    | 6287   | 6    |
| Claudia Tonn         | 13,90 s      | 993          | 1,82 m     | 1003       | 11,92 m     | 656         | 24,84 s | 902    | 6,35 m     | 959        | 41,12 m   | 689       | 2:10,77 min | 953    | 6155   | 12   |
| Karin Ertl           | 13,52 s      | 1047         | 1,73 m     | 891        | 13,92 m     | 789         | 24,71 s | 914    | 6,03 m     | 859        | 44,45 m   | 753       | 2:18,68 min | 842    | 6095   | 17   |

| Athleten          | 100 m   | 100 m | Weitsprung | Weitsprung | Kugelstoßen | Kugelstoßen | Hochsprung | Hochsprung | 400 m   | 400 m | 110 m Hürden | 110 m Hürden | Diskuswurf | Diskuswurf | Stabhochsprung | Stabhochsprung | Speerwurf | Speerwurf | 1500 m      | 1500 m | Punkte | Rang |
| Athleten          | Zeit    | Pkte. | Weite      | Pkte.      | Weite       | Pkte.       | Höhe       | Pkte.      | Zeit    | Pkte. | Zeit         | Pkte.        | Weite      | Pkte.      | Höhe           | Pkte.          | Weite     | Pkte.     | Zeit        | Pkte.  | Punkte | Rang |
| ----------------- | ------- | ----- | ---------- | ---------- | ----------- | ----------- | ---------- | ---------- | ------- | ----- | ------------ | ------------ | ---------- | ---------- | -------------- | -------------- | --------- | --------- | ----------- | ------ | ------ | ---- |
| Zehnkampf         |         |       |            |            |             |             |            |            |         |       |              |              |            |            |                |                |           |           |             |        |        |      |
| Dennis Leyckes    | 11,05 s | 850   | 7,05 m     | 826        | 12,84 m     | 657         | 1,91 m     | 723        | DNS     | DNS   | DNF          | DNF          | DNF        | DNF        | DNF            | DNF            | DNF       | DNF       | DNF         | DNF    | DNF    | DNF  |
| Florian Schönbeck | 10,90 s | 883   | 7,30 m     | 886        | 14,77 m     | 776         | 1,88 m     | 696        | 50,30 s | 801   | 14,34 s      | 931          | 44,41 m    | 755        | 5,00 m         | 910            | 60,89 m   | 751       | 4:38,82 min | 688    | 8077   | 12   |
| Stefan Drews      | 10,87 s | 890   | 7,38 m     | 905        | 13,07 m     | 672         | 1,88 m     | 969        | 48,51 s | 885   | 14,01 s      | 973          | 40,11 m    | 667        | 5,00 m         | 910            | 51,53 m   | 611       | 4:34,21 min | 717    | 7926   | 19   |

### Moderner Fünfkampf
| Athleten         | Schießen   | Schießen | Fechten | Fechten | Schwimmen   | Schwimmen | Reiten  | Reiten | Laufen       | Laufen | Punkte | Rang |
| Athleten         | Ergebnis   | Punkte   | Bilanz  | Punkte  | Zeit        | Punkte    | Strafp. | Punkte | Zeit         | Punkte | Punkte | Rang |
| ---------------- | ---------- | -------- | ------- | ------- | ----------- | --------- | ------- | ------ | ------------ | ------ | ------ | ---- |
| Frauen           |            |          |         |         |             |           |         |        |              |        |        |      |
| Kim Raisner      | 178 Punkte | 1072     | 16:15   | 832     | 2:18,16 min | 1264      | 84      | 1116   | 11:13,21 min | 1028   | 5312   | 5    |
| Männer           |            |          |         |         |             |           |         |        |              |        |        |      |
| Steffen Gebhardt | 183 Punkte | 1132     | 13:18   | 748     | 2:12,84 min | 1208      | 112     | 1088   | 10:08,81 min | 968    | 5144   | 17   |
| Eric Walther     | 168 Punkte | 952      | 16:15   | 832     | 2:02,03 min | 1336      | 84      | 1116   | 9:39,36 min  | 1084   | 5320   | 7    |

### Radsport

#### Bahn
| Athleten                                                   | Wettbewerb            | Qualifikation | Qualifikation | Finale              | Finale        | Rang          |
| Athleten                                                   | Wettbewerb            | Zeit/Punkte   | Rang          | Zeit/Punkte         | Rang          | Rang          |
| ---------------------------------------------------------- | --------------------- | ------------- | ------------- | ------------------- | ------------- | ------------- |
| Frauen                                                     |                       |               |               |                     |               |               |
| Katrin Meinke                                              | Sprint                | 11,655 s      | 11            | ausgeschieden       | ausgeschieden | 6             |
| Katrin Meinke                                              | Zeitfahren            | —             | —             | 35,088 s            | 11            | 11            |
| Katrin Meinke                                              | Punktefahren          | —             | —             | 5                   | 9             | 9             |
| Männer                                                     |                       |               |               |                     |               |               |
| Stefan Nimke                                               | Sprint                | 11,338 s      | 19            | ausgeschieden       | ausgeschieden | ausgeschieden |
| René Wolff                                                 | Sprint                | 10,230 s      | 3             | 10,677 s / 10,612 s | 3             | Bronze        |
| Jens Fiedler Stefan Nimke René Wolff                       | Teamsprint            | 44,251 s      | 2             | 43,980 s            | 1             | Gold          |
| Robert Bartko                                              | Einerverfolgung       | 4:18,991 min  | 6             | ausgeschieden       | ausgeschieden | 8             |
| Christian Lademann                                         | Einerverfolgung       | 4:26,760 min  | 11            | ausgeschieden       | ausgeschieden | 11            |
| Carsten Bergemann                                          | Zeitfahren            | —             | —             | 1:02,551 min        | 8             | 8             |
| Stefan Nimke                                               | Zeitfahren            | —             | —             | 1:01,186            | 3             | Bronze        |
| Guido Fulst                                                | Punktefahren          | —             | —             | 79                  | 3             | Bronze        |
| Robert Bartko Guido Fulst                                  | Madison               | —             | —             | 9                   | 4             | 4             |
| Robert Bartko Guido Fulst Christian Lademann Leif Lampater | Mannschaftsverfolgung | 4:05,823 min  | 4             | 4:07,193            | 4             | 4             |

Keirin
| Athleten     | Wettbewerb | 1. Runde | Hoffnungslauf | 2. Runde | Finale | Rang |
| Athleten     | Wettbewerb | Rang     | Rang          | Rang     | Rang   | Rang |
| ------------ | ---------- | -------- | ------------- | -------- | ------ | ---- |
| Männer       |            |          |               |          |        |      |
| Jens Fiedler | Keirin     | 7        | 2             | 4        | 8      | 8    |
| René Wolff   | Keirin     | 1        | —             | 2        | 5      | 5    |

#### Straße
| Athleten       | Wettbewerb       | Zeit         | Rang   |
| -------------- | ---------------- | ------------ | ------ |
| Frauen         |                  |              |        |
| Judith Arndt   | Straßenrennen    | 3:24:31 h    | Silber |
| Trixi Worrack  | Straßenrennen    | 3:25:42 h    | 25     |
| Angela Brodtka | Straßenrennen    | DNF          | DNF    |
| Judith Arndt   | Einzelzeitfahren | 32:46,94 min | 11     |
| Trixi Worrack  | Einzelzeitfahren | 33:05,72 min | 15     |
| Männer         |                  |              |        |
| Jan Ullrich    | Straßenrennen    | 5:41:56 h    | 19     |
| Andreas Klöden | Straßenrennen    | DNF          | DNF    |
| Michael Rich   | Straßenrennen    | DNF          | DNF    |
| Jens Voigt     | Straßenrennen    | 5:50:35 h    | 64     |
| Erik Zabel     | Straßenrennen    | 5:41:56 h    | 4      |
| Michael Rich   | Einzelzeitfahren | 58:09,46 min | 4      |
| Jan Ullrich    | Einzelzeitfahren | 59:02,04 min | 6      |

#### Mountainbike
| Athleten        | Wettbewerb    | Zeit      | Rang   |
| --------------- | ------------- | --------- | ------ |
| Frauen          |               |           |        |
| Sabine Spitz    | Cross-Country | 1:45:11 h | Bronze |
| Ivonne Kraft    | Cross-Country | 2:05:18 h | 7      |
| Männer          |               |           |        |
| Lado Fumić      | Cross-Country | DNF       | DNF    |
| Manuel Fumic    | Cross-Country | 2:20:29 h | 8      |
| Carsten Bresser | Cross-Country | 2:25:09 h | 20     |

### Reiten

#### Dressurreiten
| Athleten | Wettbewerb | Grand Prix (Qualifikation) | GP Spécial    | GP Kür        | Gesamt        | Rang   |
| --- | ---------- | -------------------------- | ------------- | ------------- | ------------- | ------ |
| Martin Schaudt mit Weltall                                                                                          | Einzel     | 73,417                     | 70,600        | 64,950        | 69,656        | 15     |
| Hubertus Schmidt mit Wansuela Suerte                                                                                | Einzel     | 72,330                     | 73,440        | 78,875        | 74,883        | 5      |
| Ulla Salzgeber mit Rusty                                                                                            | Einzel     | 78,208                     | 74,840        | 83,450        | 78,833        | Silber |
| Heike Kemmer mit Bonaparte                                                                                          | Einzel     | 71,292                     | ausgeschieden | ausgeschieden | ausgeschieden | 26     |
| Martin Schaudt mit Weltall Hubertus Schmidt mit Wansuela Suerte Ulla Salzgeber mit Rusty Heike Kemmer mit Bonaparte | Mannschaft | —                          | —             | —             | 74,563        | Gold   |

#### Springreiten
| Athleten | Wettbewerb | Strafpunkte   | Strafpunkte   | Strafpunkte   | Strafpunkte   | Strafpunkte   | Rang   |
| Athleten | Wettbewerb | Qualifikation | Qualifikation | Qualifikation | Finale        | Finale        | Rang   |
| Athleten | Wettbewerb | 1. Umlauf     | 2. Umlauf     | 3. Umlauf     | 1. Umlauf     | 2. Umlauf     | Rang   |
| --- | ---------- | ------------- | ------------- | ------------- | ------------- | ------------- | ------ |
| Ludger Beerbaum mit Goldfever                                                                                        | Einzel     | 1             | 0             | 0             | 8             | 12            | DSQ    |
| Otto Becker mit Dobels Cento                                                                                         | Einzel     | 1             | 5             | 4             | 8             | 13            | 17     |
| Christian Ahlmann mit Cöster                                                                                         | Einzel     | 4             | 4             | 8             | ausgeschieden | ausgeschieden | 18     |
| Marco Kutscher mit Montender                                                                                         | Einzel     | 8             | 0             | 0             | 4             | 5             | Bronze |
| Ludger Beerbaum mit Goldfever Otto Becker mit Dobels Cento Christian Ahlmann mit Cöster Marco Kutscher mit Montender | Mannschaft | —             | —             | —             | 9             | 12            | Bronze |

#### Vielseitigkeitsreiten
| Athleten | Wettbewerb | Minuspunkte Dressur | Minuspunkte Gelände | Minuspunkte Springen | Minuspunkte Springen | Minuspunkte Gesamt | Rang          |
| --- | ---------- | ------------------- | ------------------- | -------------------- | -------------------- | ------------------ | ------------- |
| Andreas Dibowski mit Little Lemon | Einzel     | 45,90               | 3,60                | 4,00                 | 10,00                | 63,00              | 14            |
| Frank Ostholt mit Air Jordan | Einzel     | 41,40               | 1,60                | 11,00                | ausgeschieden        | ausgeschieden      | ausgeschieden |
| Hinrich Romeike mit Marius | Einzel     | 44,40               | 0,80                | 0,00                 | 6,00                 | 51,20              | 5             |
| Bettina Hoy mit Ringwood Cockatoo | Einzel     | 32,00               | 3,60                | 14,00                | 6,00                 | 55,60              | 9             |
| Ingrid Klimke mit Sleep Late | Einzel     | 41,00               | 0,00                | Aufgabe              | ausgeschieden        | ausgeschieden      | ausgeschieden |
| Andreas Dibowski mit Little Lemon Frank Ostholt mit Air Jordan Hinrich Romeike mit Marius Bettina Hoy mit Ringwood Cockatoo Ingrid Klimke mit Sleep Late | Mannschaft | 114,40              | 2,40                | 15,00                | —                    | 147,80             | 4             |

### Ringen

#### Freier Stil
Legende: G = Gewonnen, V = Verloren, S = Schultersieg
| Athleten             | Wettbewerb        | Gruppenphase | Gruppenphase | Gruppenphase | Viertelfinale    | Viertelfinale | Halbfinale    | Halbfinale    | Finale / Platz 3 | Finale / Platz 3 | Rang |
| Athleten             | Wettbewerb        | Gegner       | Ergebnis     | Rang         | Gegner           | Ergebnis      | Gegner        | Ergebnis      | Gegner           | Ergebnis         | Rang |
| -------------------- | ----------------- | ------------ | ------------ | ------------ | ---------------- | ------------- | ------------- | ------------- | ---------------- | ---------------- | ---- |
| Frauen               |                   |              |              |              |                  |               |               |               |                  |                  |      |
| Brigitte Wagner      | Klasse bis 48 kg  | C. Ichō      | 0:5S         | 2            | T. Enchdschargal | 5S:0          | —             | —             | L. Oorschak      | 1:3              | 6    |
| Brigitte Wagner      | Klasse bis 48 kg  | L. Belisle   | 3:1          | 2            | T. Enchdschargal | 5S:0          | —             | —             | L. Oorschak      | 1:3              | 6    |
| Stéphanie Groß       | Klasse bis 63 kg  | S. Zygouri   | 1:3          | 2            | V. Yanik         | 1:3           | ausgeschieden | ausgeschieden | ausgeschieden    | ausgeschieden    | 7    |
| Stéphanie Groß       | Klasse bis 63 kg  | S. Eriksson  | 3:0          | 2            | V. Yanik         | 1:3           | ausgeschieden | ausgeschieden | ausgeschieden    | ausgeschieden    | 7    |
| Anita Schätzle       | Klasse bis 72 kg  | M. Gastl     | 3:1          | 2            | M. Vryoni        | 5S:0          | —             | —             | C. Nordhagen     | 0:5              | 6    |
| Anita Schätzle       | Klasse bis 72 kg  | G. Manjurowa | 0:5S         | 2            | M. Vryoni        | 5S:0          | —             | —             | C. Nordhagen     | 0:5              | 6    |
| Männer               |                   |              |              |              |                  |               |               |               |                  |                  |      |
| David Bichinaschwili | Klasse bis 84 kg  | J. Cobb      | 4:0          | 2            | ausgeschieden    | ausgeschieden | ausgeschieden | ausgeschieden | ausgeschieden    | ausgeschieden    | 11   |
| David Bichinaschwili | Klasse bis 84 kg  | Y. Romero    | 0:3          | 2            | ausgeschieden    | ausgeschieden | ausgeschieden | ausgeschieden | ausgeschieden    | ausgeschieden    | 11   |
| Sven Thiele          | Klasse bis 120 kg | R. Chintoan  | 3:0          | 2            | ausgeschieden    | ausgeschieden | ausgeschieden | ausgeschieden | ausgeschieden    | ausgeschieden    | 9    |
| Sven Thiele          | Klasse bis 120 kg | A. Polatçı   | 1:3          | 2            | ausgeschieden    | ausgeschieden | ausgeschieden | ausgeschieden | ausgeschieden    | ausgeschieden    | 9    |

#### Griechisch-römischer Stil
Legende: G = Gewonnen, V = Verloren, S = Schultersieg
| Athleten             | Wettbewerb       | Gruppenphase   | Gruppenphase | Gruppenphase | Viertelfinale | Viertelfinale | Halbfinale    | Halbfinale    | Finale        | Finale        | Rang |
| Athleten             | Wettbewerb       | Gegner         | Ergebnis     | Rang         | Gegner        | Ergebnis      | Gegner        | Ergebnis      | Gegner        | Ergebnis      | Rang |
| -------------------- | ---------------- | -------------- | ------------ | ------------ | ------------- | ------------- | ------------- | ------------- | ------------- | ------------- | ---- |
| Männer               |                  |                |              |              |               |               |               |               |               |               |      |
| Jurij Kohl           | Klasse bis 60 kg | Ai L.          | 0:3          | 3            | ausgeschieden | ausgeschieden | ausgeschieden | ausgeschieden | ausgeschieden | ausgeschieden | 19   |
| Jurij Kohl           | Klasse bis 60 kg | A. Schewzow    | 0:3          | 3            | ausgeschieden | ausgeschieden | ausgeschieden | ausgeschieden | ausgeschieden | ausgeschieden | 19   |
| Jannis Zamanduridis  | Klasse bis 66 kg | M. Manukjan    | 1:3          | 3            | ausgeschieden | ausgeschieden | ausgeschieden | ausgeschieden | ausgeschieden | ausgeschieden | 7    |
| Jannis Zamanduridis  | Klasse bis 66 kg | O. Wood        | 3:1          | 3            | ausgeschieden | ausgeschieden | ausgeschieden | ausgeschieden | ausgeschieden | ausgeschieden | 7    |
| Jannis Zamanduridis  | Klasse bis 66 kg | K. Arkoudeas   | 1:3          | 3            | ausgeschieden | ausgeschieden | ausgeschieden | ausgeschieden | ausgeschieden | ausgeschieden | 7    |
| Konstantin Schneider | Klasse bis 74 kg | M. Babulfath   | 3:0          | 2            | ausgeschieden | ausgeschieden | ausgeschieden | ausgeschieden | ausgeschieden | ausgeschieden | 7    |
| Konstantin Schneider | Klasse bis 74 kg | W. Schazkych   | 5S:0         | 2            | ausgeschieden | ausgeschieden | ausgeschieden | ausgeschieden | ausgeschieden | ausgeschieden | 7    |
| Konstantin Schneider | Klasse bis 74 kg | W.Samurgaschew | 1:3          | 2            | ausgeschieden | ausgeschieden | ausgeschieden | ausgeschieden | ausgeschieden | ausgeschieden | 7    |
| Mirko Englich        | Klasse bis 96 kg | R. Nosadse     | 1:3          | 2            | ausgeschieden | ausgeschieden | ausgeschieden | ausgeschieden | ausgeschieden | ausgeschieden | 11   |
| Mirko Englich        | Klasse bis 96 kg | D. Saldadse    | 3:1          | 2            | ausgeschieden | ausgeschieden | ausgeschieden | ausgeschieden | ausgeschieden | ausgeschieden | 11   |

### Rudern
| Athleten | Wettbewerb                  | Vorlauf     | Vorlauf | Vorlauf          | Hoffnungslauf / Viertelfinale | Hoffnungslauf / Viertelfinale | Hoffnungslauf / Viertelfinale | Halbfinale  | Halbfinale | Halbfinale    | Finale      | Finale | Rang   |
| Athleten | Wettbewerb                  | Zeit        | Platz   | Qualifikation    | Zeit                          | Platz                         | Qualifikation                 | Zeit        | Platz      | Qualifikation | Zeit        | Platz  | Rang   |
| --- | --------------------------- | ----------- | ------- | ---------------- | ----------------------------- | ----------------------------- | ----------------------------- | ----------- | ---------- | ------------- | ----------- | ------ | ------ |
| Frauen |                             |             |         |                  |                               |                               |                               |             |            |               |             |        |        |
| Katrin Rutschow-Stomporowski | Einer                       | 7:35,20 min | 1       | Halbfinale A/B   | —                             | —                             | —                             | 7:30,82 min | 1          | A-Finale      | 7:18,12 min | 1      | Gold   |
| Maren Derlien Sandra Goldbach | Zweier ohne Steuerfrau      | 7:44,00 min | 3       | Hoffnungslauf    | 7:11,30 min                   | 2                             | A-Finale                      | —           | —          | —             | 7:20,20 min | 5      | 5      |
| Britta Oppelt Peggy Waleska | Doppelzweier                | 7:28,89 min | 1       | A-Finale         | —                             | —                             | —                             | —           | —          | —             | 7:02,78 min | 2      | Silber |
| Claudia Blasberg Daniela Reimer | Leichtgewichts-Doppelzweier | 6:52,47 min | 1       | Halbfinale A/B   | —                             | —                             | —                             | 6:53,43 min | 3          | A-Finale      | 6:57,33 min | 2      | Silber |
| Kathrin Boron Kerstin El-Qalqili Meike Evers Manuela Lutze                                                                             | Doppelvierer                | 6:16,49 min | 1       | A-Finale         | —                             | —                             | —                             | —           | —          | —             | 6:29,29 min | 1      | Gold   |
| Silke Günther Elke Hipler Britta Holthaus Anja Pyritz Susanne Schmidt Maja Tucholke Nicole Zimmermann Lenka Wech Annina Ruppel         | Achter                      | 5:59,75 min | 3       | Hoffnungslauf    | 6:06,86 min                   | 2                             | A-Finale                      | —           | —          | —             | 6:21,99 min | 5      | 5      |
| Männer |                             |             |         |                  |                               |                               |                               |             |            |               |             |        |        |
| Marcel Hacker | Einer                       | 7:17,55 min | 1       | Halbfinale A/B/C | —                             | —                             | —                             | 6:55,98 min | 3          | B-Finale      | 6:47,26 min | 1      | 7      |
| Jan Herzog Tobias Kühne | Zweier ohne Steuermann      | 7:14,16 min | 4       | Hoffnungslauf    | 6:28,40 min                   | 1                             | Halbfinale A/B                | 6:25,47 min | 1          | A-Finale      | 6:46,50 min | 6      | 6      |
| René Bertram Christian Schreiber | Doppelzweier                | 6:58,22 min | 4       | Hoffnungslauf    | 6:16,94 min                   | 3                             | Halbfinale A/B                | 6:20,70 min | 5          | B-Finale      | 6:14,97 min | 2      | 9      |
| Manuel Brehmer Ingo Euler | Leichtgewichts-Doppelzweier | 6:25,22 min | 3       | Hoffnungslauf    | 6:21,57 min                   | 3                             | Halbfinale C/D                | 6:23,22 min | 1          | C-Finale      | 6:45,62 min | 1      | 13     |
| Andreas Bech Stefan Locher Martin Müller-Falcke Axel Schuster                                                                          | Leichtgewichts-Doppelvierer | 5:52,69 min | 3       | Halbfinale A/B   | —                             | —                             | —                             | 6:03,08 min | 5          | B-Finale      | 6:23,28 min | 5      | 11     |
| Paul Dienstbach Bernd Heidicker Philipp Stüer Sebastian Thormann                                                                       | Vierer ohne Steuermann      | 6:33,14 min | 3       | Halbfinale A/B   | —                             | —                             | —                             | 5:54,45 min | 4          | B-Finale      | 5:48,52 min | 1      | 7      |
| Marco Geisler Robert Sens Stephan Volkert André Willms                                                                                 | Doppelvierer                | 5:43,17 min | 1       | Halbfinale A/B   | —                             | —                             | —                             | 5:42,85 min | 2          | A-Finale      | 6:07,04 min | 5      | 5      |
| Jan-Martin Bröer Jörg Dießner Thorsten Engelmann Stephan Koltzk Michael Ruhe Enrico Schnabel Sebastian Schulte Ulf Siemes Peter Thiede | Achter                      | 5:27,72 min | 3       | Hoffnungslauf    | 5:33,07 min                   | 2                             | A-Finale                      | —           | —          | —             | 5:49,43 min | 4      | 4      |

### Schießen
| Athleten             | Wettbewerb                           | Qualifikation   | Qualifikation | Finale          | Finale        |
| Athleten             | Wettbewerb                           | Ringe/ Scheiben | Rang          | Ringe/ Scheiben | Rang          |
| -------------------- | ------------------------------------ | --------------- | ------------- | --------------- | ------------- |
| Frauen               |                                      |                 |               |                 |               |
| Sonja Pfeilschifter  | 10 m Luftgewehr                      | 396             | 6             | 498,7           | 6             |
| Dorothee Bauer       | 10 m Luftgewehr                      | 392             | 22            | ausgeschieden   | ausgeschieden |
| Sonja Pfeilschifter  | 50 m Kleinkaliber Dreistellungskampf | 582             | 6             | 679,6           | 6             |
| Barbara Lechner      | 50 m Kleinkaliber Dreistellungskampf | 580             | 7             | 677,6           | 7             |
| Munkhbayar Dorjsuren | 10 m Luftpistole                     | 385             | 5             | 481,9           | 6             |
| Claudia Verdicchio   | 10 m Luftpistole                     | 380             | 16            | ausgeschieden   | ausgeschieden |
| Munkhbayar Dorjsuren | 25 m Sportpistole                    | 583             | 5             | 684,6           | 5             |
| Claudia Verdicchio   | 25 m Sportpistole                    | 572             | 23            | ausgeschieden   | ausgeschieden |
| Susanne Kiermayer    | Trap                                 | 62              | 3             | 79              | 5             |
| Susanne Kiermayer    | Doppeltrap                           | 101             | 11            | ausgeschieden   | ausgeschieden |
| Männer               |                                      |                 |               |                 |               |
| Maik Eckhardt        | 10 m Luftgewehr                      | 595             | 5             | 696,3           | 5             |
| Torsten Krebs        | 10 m Luftgewehr                      | 593             | 12            | ausgeschieden   | ausgeschieden |
| Maik Eckhardt        | 50 m Kleinkaliber liegend            | 596             | 4             | 697,6           | 6             |
| Christian Lusch      | 50 m Kleinkaliber liegend            | 598             | 2             | 702,2           | Silber        |
| Maik Eckhardt        | 50 m Kleinkaliber Dreistellungskampf | 1157            | 19            | ausgeschieden   | ausgeschieden |
| Christian Lusch      | 50 m Kleinkaliber Dreistellungskampf | 1161            | 12            | ausgeschieden   | ausgeschieden |
| Ralf Schumann        | 25 m Schnellfeuerpistole             | 592             | 1             | 694,9           | Gold          |
| Marco Spangenberg    | 25 m Schnellfeuerpistole             | 581             | 10            | ausgeschieden   | ausgeschieden |
| Artur Gevorgjan      | 10 m Luftpistole                     | 573             | 30            | ausgeschieden   | ausgeschieden |
| Abdullah Ustaoglu    | 10 m Luftpistole                     | 576             | 23            | ausgeschieden   | ausgeschieden |
| Frank Seeger         | 50 m Freie Pistole                   | 553             | 18            | ausgeschieden   | ausgeschieden |
| Abdullah Ustaoglu    | 50 m Freie Pistole                   | 550             | 24            | ausgeschieden   | ausgeschieden |
| Michael Jakosits     | 10 m Laufende Scheibe                | 578             | 6             | 676,7           | 5             |
| Manfred Kurzer       | 10 m Laufende Scheibe                | 590             | 1             | 682,4           | Gold          |
| Karsten Bindrich     | Trap                                 | 117             | 14            | ausgeschieden   | ausgeschieden |
| Olaf Kirchstein      | Trap                                 | 119             | 7             | ausgeschieden   | ausgeschieden |
| Waldemar Schanz      | Doppeltrap                           | 135             | 4             | 175             | 6             |
| Axel Wegner          | Skeet                                | 117             | 31            | ausgeschieden   | ausgeschieden |

### Schwimmen
| Athleten | Wettbewerb          | Vorlauf      | Vorlauf | Halbfinale    | Halbfinale    | Finale        | Finale        | Rang   |
| Athleten | Wettbewerb          | Zeit         | Rang    | Zeit          | Rang          | Zeit          | Rang          | Rang   |
| --- | ------------------- | ------------ | ------- | ------------- | ------------- | ------------- | ------------- | ------ |
| Frauen |                     |              |         |               |               |               |               |        |
| Sandra Völker | 50 m Freistil       | 25,74 s      | 18      | ausgeschieden | ausgeschieden | ausgeschieden | ausgeschieden | 18     |
| Dorothea Brandt | 50 m Freistil       | 25,67 s      | 15      | 25,83 s       | 16            | ausgeschieden | ausgeschieden | 16     |
| Franziska van Almsick | 100 m Freistil      | 55,57 s      | 11      | DNS           | DNS           | ausgeschieden | ausgeschieden | 16     |
| Franziska van Almsick | 200 m Freistil      | 2:00,23 min  | 9       | 1:59,13 min   | 6             | 1:58,88 min   | 5             | 5      |
| Sara Harstick | 200 m Freistil      | 2:02,25 min  | 20      | ausgeschieden | ausgeschieden | ausgeschieden | ausgeschieden | 20     |
| Hannah Stockbauer | 400 m Freistil      | 4:10,46 min  | 12      | —             | —             | ausgeschieden | ausgeschieden | 12     |
| Hannah Stockbauer | 800 m Freistil      | 8:38,17 min  | 14      | —             | —             | ausgeschieden | ausgeschieden | 14     |
| Jana Henke | 800 m Freistil      | 8:31,06 min  | 5       | —             | —             | 8:33,95 min   | 7             | 7      |
| Janine Pietsch | 100 m Rücken        | 1:03,13 min  | 23      | ausgeschieden | ausgeschieden | ausgeschieden | ausgeschieden | 23     |
| Antje Buschschulte | 100 m Rücken        | 1:01,68 min  | 6       | 1:00,94 min   | 3             | 1:01,39 min   | 6             | 6      |
| Antje Buschschulte | 200 m Rücken        | 2:12,96 min  | 5       | 2:10,66 min   | 4             | 2:09,88 min   | 3             | Bronze |
| Nicole Hetzer | 200 m Rücken        | 2:14,42 min  | 13      | 2:13,01 min   | 11            | ausgeschieden | ausgeschieden | 11     |
| Sarah Poewe | 100 m Brust         | 1:07,97 min  | 4       | 1:07,48 min   | 2             | 1:07,53 min   | 5             | 5      |
| Vipa Bernhardt | 100 m Brust         | 1:09,60 min  | 12      | 1:09,72 min   | 13            | ausgeschieden | ausgeschieden | 13     |
| Birte Steven | 200 m Brust         | 2:27,42 min  | 7       | 2:29,22 min   | 11            | ausgeschieden | ausgeschieden | 11     |
| Anne Poleska | 200 m Brust         | 2:26,48 min  | 2       | 2:26,59 min   | 4             | 2:25,82 min   | 3             | Bronze |
| Franziska van Almsick | 100 m Schmetterling | 59,63 s      | 11      | DNS           | DNS           | ausgeschieden | ausgeschieden | 16     |
| Annika Mehlhorn | 200 m Schmetterling | 2:12,25 min  | 14      | 2:11,37 min   | 14            | ausgeschieden | ausgeschieden | 14     |
| Teresa Rohmann | 200 m Lagen         | 2:16,06 min  | 10      | 2:14,47 min   | 7             | 2:13,70 min   | 5             | 5      |
| Nicole Hetzer | 400 m Lagen         | 4:41,74 min  | 5       | —             | —             | 4:40,20 min   | 6             | 6      |
| Teresa Rohmann | 400 m Lagen         | 4:48,51 min  | 18      | —             | —             | ausgeschieden | ausgeschieden | 18     |
| Antje Buschschulte Petra Dallmann Daniela Götz Franziska van Almsick Britta Steffen (im Vorlauf)                                      | 4 × 100 m Freistil  | 3:41,19 min  | 4       | —             | —             | 3:37,94 min   | 4             | 4      |
| Antje Buschschulte Petra Dallmann Hannah Stockbauer Franziska van Almsick Janina-Kristin Götz (im Vorlauf) Sara Harstick (im Vorlauf) | 4 × 200 m Freistil  | 8:03,22 min  | 4       | —             | —             | 7:57,35 min   | 3             | Bronze |
| Antje Buschschulte Daniela Götz Sarah Poewe Franziska van Almsick                                                                     | 4 × 100 m Lagen     | 4:04,16 min  | 3       | —             | —             | 4:00,72 min   | 3             | Bronze |
| Männer |                     |              |         |               |               |               |               |        |
| Stephan Kunzelmann | 100 m Freistil      | 50,98 min    | 36      | ausgeschieden | ausgeschieden | ausgeschieden | ausgeschieden | 36     |
| Torsten Spanneberg | 100 m Freistil      | 49,71 s      | 15      | 49,88 s       | 16            | ausgeschieden | ausgeschieden | 16     |
| Jens Schreiber | 200 m Freistil      | 1:49,00 min  | 8       | DNS           | DNS           | ausgeschieden | ausgeschieden | 16     |
| Stefan Herbst | 200 m Freistil      | 1:50,23 min  | 19      | ausgeschieden | ausgeschieden | ausgeschieden | ausgeschieden | 19     |
| Heiko Hell | 400 m Freistil      | 3:52,06 s    | 18      | —             | —             | ausgeschieden | ausgeschieden | 18     |
| Christian Hein | 400 m Freistil      | 3:49,66 s    | 10      | —             | —             | ausgeschieden | ausgeschieden | 10     |
| Christian Hein | 1500 m Freistil     | 15:15,42 min | 12      | —             | —             | ausgeschieden | ausgeschieden | 12     |
| Thomas Lurz | 1500 m Freistil     | 15:33,81 min | 22      | —             | —             | ausgeschieden | ausgeschieden | 22     |
| Marco di Carli | 100 m Rücken        | 55,58 s      | 11      | 55,03 s       | 8             | 55,27 s       | 8             | 8      |
| Steffen Driesen | 100 m Rücken        | 54,92 s      | 6       | 54,64 s       | 5             | 54,63 s       | 7             | 7      |
| Jens Kruppa | 100 m Brust         | 1:01,19 min  | 8       | 1:01,68 min   | 10            | ausgeschieden | ausgeschieden | 10     |
| René Kolonko | 100 m Brust         | 1:02,09 min  | 16      | 1:01,82 min   | 11            | ausgeschieden | ausgeschieden | 11     |
| Jens Kruppa | 200 m Brust         | 2:15,29 min  | 18      | ausgeschieden | ausgeschieden | ausgeschieden | ausgeschieden | 18     |
| Helge Meeuw | 100 m Schmetterling | 53,11 s      | 16      | 52,99 s       | 13            | ausgeschieden | ausgeschieden | 13     |
| Thomas Rupprath | 100 m Schmetterling | 52,57 s      | 7       | 52,71 s       | 7             | 52,27 s       | 4             | 4      |
| Helge Meeuw | 200 m Schmetterling | 1:58,96 min  | 18      | ausgeschieden | ausgeschieden | ausgeschieden | ausgeschieden | 18     |
| Christian Keller | 200 m Lagen         | 2:02,93 min  | 21      | ausgeschieden | ausgeschieden | ausgeschieden | ausgeschieden | 21     |
| Lars Conrad Stefan Herbst Jens Schreiber Torsten Spanneberg Christian Keller (im Vorlauf) Stephan Kunzelmann (im Vorlauf)             | 4 × 100 m Freistil  | 3:17,97 min  | 8       | —             | —             | 3:17,18 min   | 8             | 8      |
| Lars Conrad Heiko Hell Christian Keller Jens Schreiber Stefan Herbst (im Vorlauf) Johannes Oesterling (im Vorlauf)                    | 4 × 200 m Freistil  | 7:16,75 min  | 3       | —             | —             | 7:16,51 min   | 6             | 6      |
| Lars Conrad Steffen Driesen Jens Kruppa Thomas Rupprath Helge Meeuw (im Vorlauf)                                                      | 4 × 100 m Lagen     | 3:36,65 min  | 2       | —             | —             | 3:34,72 min   | 2             | Silber |

### Segeln
| Athleten                                      | Wettbewerb  | Punkte | Rang |
| --------------------------------------------- | ----------- | ------ | ---- |
| Frauen                                        |             |        |      |
| Amelie Lux                                    | Mistral     | 87     | 7    |
| Monika Leu Stefanie Rothweiler                | 470er       | 109    | 15   |
| Kristin Wagner Anna Höll Veronika Lochbrunner | Yngling     | 76     | 6    |
| Petra Niemann                                 | Europe      | 96     | 10   |
| Männer                                        |             |        |      |
| Alexander Hagen Jochen Wolfram                | Starboot    | 110    | 16   |
| Toni Wilhelm                                  | Mistral     | 260    | 30   |
| Michael Fellmann                              | Finn-Dinghy | 127    | 17   |
| Lucas Zellmer Felix Krabbe                    | 470er       | 114    | 11   |
| Offene Wettbewerbe                            |             |        |      |
| Roland Gäbler Gunnar Struckmann               | Tornado     | 94     | 11   |
| Marcus Baur Max Groy                          | 49er        | 116    | 9    |

### Tennis
| Athleten                        | Wettbewerb | 1. Runde              | 1. Runde        | 2. Runde      | 2. Runde      | Achtelfinale               | Achtelfinale  | Viertelfinale      | Viertelfinale | Halbfinale            | Halbfinale    | Finale / Platz 3       | Finale / Platz 3                |
| Athleten                        | Wettbewerb | Gegner                | Ergebnis        | Gegner        | Ergebnis      | Gegner                     | Ergebnis      | Gegner             | Ergebnis      | Gegner                | Ergebnis      | Gegner                 | Ergebnis                        |
| ------------------------------- | ---------- | --------------------- | --------------- | ------------- | ------------- | -------------------------- | ------------- | ------------------ | ------------- | --------------------- | ------------- | ---------------------- | ------------------------------- |
| Männer                          |            |                       |                 |               |               |                            |               |                    |               |                       |               |                        |                                 |
| Rainer Schüttler                | Einzel     | I. Andrejew           | 7:65, 6:72, 2:6 | ausgeschieden | ausgeschieden | ausgeschieden              | ausgeschieden | ausgeschieden      | ausgeschieden | ausgeschieden         | ausgeschieden | ausgeschieden          | ausgeschieden                   |
| Nicolas Kiefer                  | Einzel     | U. Waltschkou         | 6:2, 6:4        | M. Baghdatis  | 6:2, 3:6, 6:3 | M. Juschny                 | 3:6, 6:2, 2:6 | ausgeschieden      | ausgeschieden | ausgeschieden         | ausgeschieden | ausgeschieden          | ausgeschieden                   |
| Tommy Haas                      | Einzel     | M. Ančić              | 6:1, 7:5        | A. Roddick    | 6:4, 3:6, 7:9 | ausgeschieden              | ausgeschieden | ausgeschieden      | ausgeschieden | ausgeschieden         | ausgeschieden | ausgeschieden          | ausgeschieden                   |
| Florian Mayer                   | Einzel     | T. Berdych            | 3:6, 5:7        | ausgeschieden | ausgeschieden | ausgeschieden              | ausgeschieden | ausgeschieden      | ausgeschieden | ausgeschieden         | ausgeschieden | ausgeschieden          | ausgeschieden                   |
| Rainer Schüttler Nicolas Kiefer | Doppel     | V. Hănescu / A. Pavel | 7:5, 7:63       | —             | —             | W. Arthurs / T. Woodbridge | 7:63, 6:3     | J. Erlich / A. Ram | 2:6, 6:2, 6:2 | M. Bhupathi / L. Paes | 6:2, 6:3      | F. González / N. Massú | 2:6, 6:4, 6:3, 6:77, 4:6 Silber |

### Tischtennis
| Athleten                        | Wettbewerb | 1. Runde | 1. Runde | 2. Runde                 | 2. Runde | 3. Runde             | 3. Runde      | Achtelfinale  | Achtelfinale  | Viertelfinale | Viertelfinale | Halbfinale    | Halbfinale    | Finale / Platz 3 | Finale / Platz 3 | Rang |
| Athleten                        | Wettbewerb | Gegner   | Erg.     | Gegner                   | Erg.     | Gegner               | Erg.          | Gegner        | Erg.          | Gegner        | Erg.          | Gegner        | Erg.          | Gegner           | Erg.             | Rang |
| ------------------------------- | ---------- | -------- | -------- | ------------------------ | -------- | -------------------- | ------------- | ------------- | ------------- | ------------- | ------------- | ------------- | ------------- | ---------------- | ---------------- | ---- |
| Frauen                          |            |          |          |                          |          |                      |               |               |               |               |               |               |               |                  |                  |      |
| Jie Schöpp                      | Einzel     | Freilos  | Freilos  | N. Stefanova             | 4:1      | A. Umemura           | 2:4           | ausgeschieden | ausgeschieden | ausgeschieden | ausgeschieden | ausgeschieden | ausgeschieden | ausgeschieden    | ausgeschieden    | 17   |
| Nicole Struse                   | Einzel     | Freilos  | Freilos  | N. Komwong               | 1:4      | ausgeschieden        | ausgeschieden | ausgeschieden | ausgeschieden | ausgeschieden | ausgeschieden | ausgeschieden | ausgeschieden | ausgeschieden    | ausgeschieden    | 33   |
| Elke Wosik                      | Einzel     | Freilos  | Freilos  | J. F. Lay                | 4:2      | Niu J.               | 3:4           | ausgeschieden | ausgeschieden | ausgeschieden | ausgeschieden | ausgeschieden | ausgeschieden | ausgeschieden    | ausgeschieden    | 17   |
| Nicole Struse Elke Wosik        | Doppel     | Freilos  | Freilos  | Freilos                  | Freilos  | Li C. / Li K.        | 1:4           | ausgeschieden | ausgeschieden | ausgeschieden | ausgeschieden | ausgeschieden | ausgeschieden | ausgeschieden    | ausgeschieden    | 17   |
| Männer                          |            |          |          |                          |          |                      |               |               |               |               |               |               |               |                  |                  |      |
| Timo Boll                       | Einzel     | Freilos  | Freilos  | Freilos                  | Freilos  | P. Chila             | 4:1           | W. Schlager   | 4:3           | J.-O. Waldner | 1:4           | ausgeschieden | ausgeschieden | ausgeschieden    | ausgeschieden    | 5    |
| Jörg Roßkopf                    | Einzel     | Freilos  | Freilos  | T. Krzeszewski           | 4:1      | Wang H.              | 1:4           | ausgeschieden | ausgeschieden | ausgeschieden | ausgeschieden | ausgeschieden | ausgeschieden | ausgeschieden    | ausgeschieden    | 17   |
| Torben Wosik                    | Einzel     | M. Guèye | 4:0      | T. Keen                  | 3:4      | ausgeschieden        | ausgeschieden | ausgeschieden | ausgeschieden | ausgeschieden | ausgeschieden | ausgeschieden | ausgeschieden | ausgeschieden    | ausgeschieden    | 33   |
| Timo Boll Zoltan Fejer-Konnerth | Doppel     | —        | —        | Freilos                  | Freilos  | Arai / Yuzawa        | 4:0           | Lee / Ryu     | 0:4           | ausgeschieden | ausgeschieden | ausgeschieden | ausgeschieden | ausgeschieden    | ausgeschieden    | 9    |
| Jörg Roßkopf Lars Hielscher     | Doppel     | —        | —        | H. Hanashiro / H. Hoyama | 4:2      | Joo S.-h. / Oh S.-e. | 1:4           | ausgeschieden | ausgeschieden | ausgeschieden | ausgeschieden | ausgeschieden | ausgeschieden | ausgeschieden    | ausgeschieden    | 17   |

### Triathlon
| Athleten         | Wettbewerb | Zeit      | Rang |
| ---------------- | ---------- | --------- | ---- |
| Frauen           |            |           |      |
| Anja Dittmer     | Einzel     | 2:07:25 h | 11   |
| Joelle Franzmann | Einzel     | 2:08:18 h | 16   |
| Christiane Pilz  | Einzel     |           |      |
| Männer           |            |           |      |
| Andreas Raelert  | Einzel     | 1:52:35 h | 6    |
| Maik Petzold     | Einzel     | 1:54:50 h | 19   |
| Sebastian Dehmer | Einzel     | 1:57:02 h | 26   |

### Turnen

#### Gerätturnen
| Athleten                                                                                          | Wettbewerb           | Qualifikation | Qualifikation | Finale        | Finale        | Rang |
| Athleten                                                                                          | Wettbewerb           | Punkte        | Rang          | Punkte        | Rang          | Rang |
| ------------------------------------------------------------------------------------------------- | -------------------- | ------------- | ------------- | ------------- | ------------- | ---- |
| Frauen                                                                                            |                      |               |               |               |               |      |
| Lisa Brüggemann                                                                                   | Boden                | 8,612         | 66            | ausgeschieden | ausgeschieden | 66   |
| Lisa Brüggemann                                                                                   | Schwebebalken        | 8,837         | 50            | ausgeschieden | ausgeschieden | 50   |
| Lisa Brüggemann                                                                                   | Sprung               | 9,100         | 60            | ausgeschieden | ausgeschieden | 60   |
| Lisa Brüggemann                                                                                   | Stufenbarren         | 9,250         | 45            | ausgeschieden | ausgeschieden | 45   |
| Lisa Brüggemann                                                                                   | Mehrkampf Einzel     | 35,799        | 41            | ausgeschieden | ausgeschieden | 41   |
| Yvonne Musik                                                                                      | Boden                | 9,037         | 50            | ausgeschieden | ausgeschieden | 50   |
| Yvonne Musik                                                                                      | Schwebebalken        | 8,562         | 64            | ausgeschieden | ausgeschieden | 64   |
| Yvonne Musik                                                                                      | Sprung               | 9,125         | 53            | ausgeschieden | ausgeschieden | 53   |
| Yvonne Musik                                                                                      | Stufenbarren         | 8,887         | 62            | ausgeschieden | ausgeschieden | 62   |
| Yvonne Musik                                                                                      | Mehrkampf Einzel     | 35,611        | 45            | ausgeschieden | ausgeschieden | 45   |
| Männer                                                                                            |                      |               |               |               |               |      |
| Robert Juckel                                                                                     | Boden                | 9,175         | 51            | ausgeschieden | ausgeschieden | 51   |
| Robert Juckel                                                                                     | Pauschenpferd        | 9,425         | 37            | ausgeschieden | ausgeschieden | 37   |
| Robert Juckel                                                                                     | Reck                 | 9,687         | 20            | ausgeschieden | ausgeschieden | 20   |
| Robert Juckel                                                                                     | Ringe                | 9,550         | 41            | ausgeschieden | ausgeschieden | 41   |
| Robert Juckel                                                                                     | Sprung               | 9,237         | 58            | ausgeschieden | ausgeschieden | 58   |
| Sergej Pfeifer                                                                                    | Barren               | 9,150         | 56            | ausgeschieden | ausgeschieden | 56   |
| Sergej Pfeifer                                                                                    | Boden                | 9,400         | 42            | ausgeschieden | ausgeschieden | 42   |
| Sergej Pfeifer                                                                                    | Pauschenpferd        | 9,575         | 24            | ausgeschieden | ausgeschieden | 24   |
| Sergej Pfeifer                                                                                    | Reck                 | 9,125         | 59            | ausgeschieden | ausgeschieden | 59   |
| Sergej Pfeifer                                                                                    | Ringe                | 9,587         | 36            | ausgeschieden | ausgeschieden | 36   |
| Sergej Pfeifer                                                                                    | Sprung               | 9,150         | 64            | ausgeschieden | ausgeschieden | 64   |
| Sergej Pfeifer                                                                                    | Mehrkampf Einzel     | 55,987        | 23            | 55,385        | 21            | 21   |
| Sven Kwiatkowski                                                                                  | Barren               | 9,362         | 488           | ausgeschieden | ausgeschieden | 48   |
| Sven Kwiatkowski                                                                                  | Boden                | 9,362         | 43            | ausgeschieden | ausgeschieden | 43   |
| Sven Kwiatkowski                                                                                  | Pauschenpferd        | 9,087         | 58            | ausgeschieden | ausgeschieden | 58   |
| Sven Kwiatkowski                                                                                  | Reck                 | 9,487         | 42            | ausgeschieden | ausgeschieden | 42   |
| Sven Kwiatkowski                                                                                  | Ringe                | 9,075         | 63            | ausgeschieden | ausgeschieden | 63   |
| Sven Kwiatkowski                                                                                  | Sprung               | 9,462         | 35            | ausgeschieden | ausgeschieden | 35   |
| Sven Kwiatkowski                                                                                  | Mehrkampf Einzel     | 55,835        | 24            | ausgeschieden | ausgeschieden | 24   |
| Thomas Andergassen                                                                                | Barren               | 9,537         | 35            | ausgeschieden | ausgeschieden | 35   |
| Thomas Andergassen                                                                                | Pauschenpferd        | 9,712         | 9             | ausgeschieden | ausgeschieden | 9    |
| Thomas Andergassen                                                                                | Ringe                | 9,587         | 36            | ausgeschieden | ausgeschieden | 36   |
| Fabian Hambüchen                                                                                  | Barren               | 9,600         | 28            | ausgeschieden | ausgeschieden | 28   |
| Fabian Hambüchen                                                                                  | Boden                | 9,637         | 19            | ausgeschieden | ausgeschieden | 19   |
| Fabian Hambüchen                                                                                  | Pauschenpferd        | 9,075         | 59            | ausgeschieden | ausgeschieden | 59   |
| Fabian Hambüchen                                                                                  | Reck                 | 9,737         | 6             | 9,700         | 7             | 7    |
| Fabian Hambüchen                                                                                  | Ringe                | 8,537         | 74            | ausgeschieden | ausgeschieden | 74   |
| Fabian Hambüchen                                                                                  | Sprung               | 9,475         | 32            | ausgeschieden | ausgeschieden | 32   |
| Fabian Hambüchen                                                                                  | Mehrkampf Einzel     | 56,061        | 21            | 54,823        | 23            | 23   |
| Matthias Fahrig                                                                                   | Barren               | 9,212         | 54            | ausgeschieden | ausgeschieden | 54   |
| Matthias Fahrig                                                                                   | Boden                | 9,475         | 32            | ausgeschieden | ausgeschieden | 32   |
| Matthias Fahrig                                                                                   | Reck                 | 9,562         | 32            | ausgeschieden | ausgeschieden | 32   |
| Matthias Fahrig                                                                                   | Sprung               | 9,000         | 71            | ausgeschieden | ausgeschieden | 71   |
| Robert Juckel Sergej Pfeifer Sven Kwiatkowski Thomas Andergassen Fabian Hambüchen Matthias Fahrig | Mehrkampf Mannschaft | 226,980       | 8             | 167,372       | 8             | 8    |

#### Rhythmische Sportgymnastik
| Athletinnen      | Wettbewerb       | Qualifikation | Qualifikation | Finale        | Finale        | Rang |
| Athletinnen      | Wettbewerb       | Punkte        | Rang          | Punkte        | Rang          | Rang |
| ---------------- | ---------------- | ------------- | ------------- | ------------- | ------------- | ---- |
| Frauen           |                  |               |               |               |               |      |
| Lisa Ingildejewa | Mehrkampf Einzel | 87,525        | 19            | ausgeschieden | ausgeschieden | 19   |

#### Trampolinturnen
| Athleten       | Wettbewerb | Qualifikation | Qualifikation | Finale | Finale | Rang   |
| Athleten       | Wettbewerb | Punkte        | Rang          | Punkte | Rang   | Rang   |
| -------------- | ---------- | ------------- | ------------- | ------ | ------ | ------ |
| Frauen         |            |               |               |        |        |        |
| Anna Dogonadze | Einzel     | 66,70         | 2             | 39,60  | 1      | Gold   |
| Männer         |            |               |               |        |        |        |
| Henrik Stehlik | Einzel     | 69,10         | 1             | 40,80  | 3      | Bronze |

### Volleyball
| Wettbewerb    | Frauen |
| ------------- | --- |
| Athleten      | Christina Benecke Judith Sylvester Atika Bouagaa Birgit Thumm Kerstin Tzscherlich Christiane Fürst Angelina Grün Tanja Hart Julia Schlecht Cornelia Dumler Kathy Radzuweit Olessya Kulakova |
| Trainer       | Lee Hee-wan |
| Gruppenphase  | Kuba 2:3 Vereinigte Staaten 1:3 Russland 0:3 China 0:3 Dominikanische Republik 3:0 |
| Viertelfinale | ausgeschieden |
| Halbfinale    | ausgeschieden |
| Finale        | ausgeschieden |
| Platzierung   | 9. Platz |

### Wasserball
| Wettbewerb       | Männer |
| ---------------- | --- |
| Athleten         | Alexander Tchigir Marc Politze Patrick Weissinger Jens Pohlmann Fabian Schroedter Sören Mackeben Thomas Schertwitis Steffen Dierolf Lukasz Kieloch Heiko Nossek Tim Wollthan Tobias Kreuzmann Michael Zellmer |
| Trainer          | Hagen Stamm |
| Gruppenphase     | Griechenland 5:4 Ägypten 13:3 Italien 10:5 Spanien 11:5 Australien 6:6 |
| Viertelfinale    | Russland 12:5 |
| Halbfinale       | ausgeschieden |
| Spiel um Platz 5 | Spanien 6:4 |
| Platzierung      | 5. Platz |

### Wasserspringen
| Athleten                         | Wettbewerb            | Vorkampf | Vorkampf | Halbfinale    | Halbfinale    | Finale        | Finale        | Rang   |
| Athleten                         | Wettbewerb            | Punkte   | Rang     | Punkte        | Rang          | Punkte        | Rang          | Rang   |
| -------------------------------- | --------------------- | -------- | -------- | ------------- | ------------- | ------------- | ------------- | ------ |
| Frauen                           |                       |          |          |               |               |               |               |        |
| Ditte Kotzian                    | Kunstspringen 3 m     | 299,50   | 11       | 516,60        | 10            | 509,52        | 11            | 11     |
| Heike Fischer                    | Kunstspringen 3 m     | 199,71   | 31       | ausgeschieden | ausgeschieden | ausgeschieden | ausgeschieden | 31     |
| Annett Gamm                      | Turmspringen 10 m     | 301,86   | 18       | 478,20        | 14            | ausgeschieden | ausgeschieden | 14     |
| Christin Steuer                  | Turmspringen 10 m     | 256,77   | 28       | ausgeschieden | ausgeschieden | ausgeschieden | ausgeschieden | 28     |
| Ditte Kotzian Conny Schmalfuß    | Synchronspringen 3 m  | —        | —        | —             | —             | 279,69        | 6             | 6      |
| Annett Gamm Nora Subschinski     | Synchronspringen 10 m | —        | —        | —             | —             | 303,30        | 6             | 6      |
| Männer                           |                       |          |          |               |               |               |               |        |
| Andreas Wels                     | Kunstspringen 3 m     | 378,93   | 23       | ausgeschieden | ausgeschieden | ausgeschieden | ausgeschieden | 23     |
| Tobias Schellenberg              | Kunstspringen 3 m     | 371,85   | 27       | ausgeschieden | ausgeschieden | ausgeschieden | ausgeschieden | 27     |
| Heiko Meyer                      | Turmspringen 10 m     | 440,85   | 9        | 625,20        | 10            | 646,56        | 7             | 7      |
| Tony Adam                        | Turmspringen 10 m     | 411,30   | 18       | 589,65        | 18            | ausgeschieden | ausgeschieden | 18     |
| Tobias Schellenberg Andreas Wels | Synchronspringen 3 m  | —        | —        | —             | —             | 350,01        | 2             | Silber |

Außerdem wurden 50 deutsche Nachwuchssportler für das Olympische Jugendlager ausgewählt, die zwar nicht an Wettkämpfen teilnahmen und statt im olympischen Dorf im Deutschen Haus wohnten, jedoch offiziell zur Olympiadelegation zählten.